# Liste des responsables des principales fonctions de la Maison du roi
Cette liste décrit par ordre chronologique les responsables des principales fonctions de la Maison du Roi de France sous l'Ancien Régime et la Restauration.

## Organisation de la Maison du Roi durant l'Ancien Régime

### 1733
- Chapelle :
  - Monsieur le Cardinal de Rohan-Soubise, prince-évêque de Strasbourg, Grand Aumônier, depuis 1713,
  - Henry Oswald de la Tour d'Auvergne, Archevêque de Vienne, Premier Aumônier, depuis 1732,
  - Monsieur de Vaureal, Évêque de Rennes, Maître de la Chapelle Musique, depuis 1732,
  - Monsieur de Cosnac, Évêque et Comte de Die, Maître de l'Oratoire, depuis 1732,
  - Le père de Linières, Jésuite, confesseur, depuis 1722.

- Grand Maître :
  - Monsieur le Prince de Condé, duc de Bourbon, depuis 1710.

- Grand Chambellan :
  - Monsieur le Duc d'Albret, duc de Bouillon, depuis 1728.

- Premiers gentilshommes de la Chambre :
  - Monsieur le Duc de Mortemart, depuis 1710,
  - Monsieur le Duc de Gesvres, depuis 1717,
  - Monsieur le Duc de la Trémoille, depuis 1717,
  - Monsieur le Duc d'Aumont, depuis 1723.

- Grand panetier :
  - Monsieur le Duc de Brissac, depuis 1732.

- Grand-Échanson :
  - Monsieur le Comte de Buron, depuis 1731.

- Grand-Maître de la Garde Robe :
  - Monsieur le Duc de La Rochefoucauld, depuis 1718.

- Capitaines des Gardes du Corps :
  - Quartier de Janvier : Monsieur le Duc de Noailles, depuis 1707. Monsieur le Duc d'Ayen, son fils en survivance depuis 1731,
  - Quartier d'Avril : Monsieur le Duc de Charost-Béthune, depuis 1715,
  - Quartier de Juillet : Monsieur le Duc de Villeroy-Retz,
  - Quartier d'Octobre : Monsieur le Duc d'Harcourt, depuis 1718.

- Capitaine-Lieutenant des Gendarmes de la Garde :
  - Monsieur le Prince de Rohan.

- Capitaine-Lieutenant des Chevau-Légers de la Garde :
  - Monsieur le Duc de Chaulnes.

- Grand-Prévôt :
  - Monsieur le Marquis de Sourches, depuis 1714.

- Grand Ecuyer :
  - Monsieur le Comte d'Armagnac, depuis 1718.

- Grand Veneur :
  - Monsieur le Comte de Toulouse, depuis 1714.

- Grand-Fauconnier :
  - Monsieur le Marquis Desmarets, depuis 1717.

- Grand-Louvetier :
  - Monsieur le Marquis d'Heudicourt, depuis 1718.

- Grand Maître des Cérémonies :
  - Monsieur le Marquis de Dreux-Brézé, depuis 1701.

- Maître des Cérémonies :
  - Monsieur des Granges.

### 1738
- Chapelle :
  - Monsieur le Cardinal de Rohan-Soubise, prince-évêque de Strasbourg, Grand Aumônier, depuis 1713,
  - Henry Oswald de la Tour d'Auvergne, Archevêque de Vienne, Premier Aumônier, depuis 1732,
  - Monsieur de Vaureal, Évêque de Rennes, Maître de la Chapelle Musique, depuis 1732,
  - Monsieur de Cosnac, Évêque et Comte de Die, Maître de l'Oratoire, depuis 1732,
  - Le père de Linières, Jésuite, confesseur, depuis 1722.

- Grand Maître :
  - Monsieur le Prince de Condé, duc de Bourbon, depuis 1710.

- Grand Chambellan :
  - Monsieur le Duc d'Albret, duc de Bouillon, depuis 1728.

- Premiers gentilshommes de la Chambre :
  - Monsieur le Duc de Mortemart, depuis 1710,
  - Monsieur le Duc de Gesvres, depuis 1717,
  - Monsieur le Duc de la Trémoille, depuis 1717,
  - Monsieur le Duc d'Aumont, depuis 1723.

- Grand-Panetier :
  - Monsieur le Duc de Brissac, depuis 1732.

- Grand-Echanson :
  - Monsieur le Comte de Buron, depuis 1731.

- Grand-Maître de la Garde Robe :
  - Monsieur le Duc de La Rochefoucauld, depuis 1718.

- Capitaines des Gardes du Corps :
  - Quartier de Janvier : Monsieur le Duc de Noailles, depuis 1707. Monsieur le Duc d'Ayen, son fils en survivance depuis 1731,
  - Quartier d'Avril : Monsieur le Duc de Charost-Béthune, depuis 1715. Monsieur le Duc d'Ancenis, son fils en survivance depuis 1737.
  - Quartier de Juillet : Monsieur le Duc de Villeroy, depuis 1734,
  - Quartier d'Octobre : Monsieur le Duc d'Harcourt, depuis 1718.

- Capitaine-Lieutenant des Gendarmes de la Garde :
  - Monsieur le Prince de Soubise, depuis 1734.

- Capitaine-Lieutenant des Chevau-Légers de la Garde :
  - Monsieur le Duc de Picquigny, depuis 1735.

- Capitaine-Lieutenant de la première Compagnie des Mousquetaires de la Garde :
  - Monsieur le Comte d'Avejan, depuis 1729.

- Capitaine-Lieutenant de la seconde Compagnie des Mousquetaires de la Garde :
  - Monsieur le Comte de Montboissier, depuis 1729.

- Grand-Prévôt :
  - Monsieur le Marquis de Sourches, depuis 1714.

- Grand Ecuyer :
  - Monsieur le Comte d'Armagnac, depuis 1718.

- Premier Ecuyer :
  - Monsieur le Marquis de Beringhen, depuis 1724.

- Grand Veneur :
  - Monsieur le Duc de Penthièvre, depuis 1737.

- Grand-Fauconnier :
  - Monsieur le Marquis Desmarets, depuis 1717.

- Grand-Louvetier :
  - Monsieur le Comte de Belsunce, depuis 1737.

- Grand Maître des Cérémonies :
  - Monsieur le Marquis de Dreux-Brézé, depuis 1701.

### 1742
- Chapelle :
  - Monsieur le Cardinal de Rohan-Soubise, prince-évêque de Strasbourg, Grand Aumônier, depuis 1713,
  - Henry Oswald de la Tour d'Auvergne, Archevêque de Vienne, Premier Aumônier, depuis 1732,
  - Monsieur de Vaureal, Évêque de Rennes, Maître de la Chapelle Musique, depuis 1732,
  - Monsieur d'Oppede, Maître de l'Oratoire, depuis 1741,
  - Le père de Linières, Jésuite, confesseur, depuis 1722.

- Grand Maître :
  - Monsieur le Prince de Condé, duc de Bourbon, depuis 1740. Monsieur le Comte de Charollois fait les fonctions.

- Grand Chambellan :
  - Monsieur le Duc d'Albret, duc de Bouillon, depuis 1728.

- Grand-Panetier :
  - Monsieur le Duc de Brissac, depuis 1732.

- Grand-Echanson :
  - Monsieur le Comte de Buron, depuis 1731.

- Premiers gentilshommes de la Chambre :
  - Monsieur le Duc de Mortemart, depuis 1710,
  - Monsieur le Duc de Gesvres, depuis 1717,
  - Monsieur le Duc d'Aumont, depuis 1723,
  - Monsieur le Duc de Fleury, depuis 1741.

- Grand-Maître de la Garde Robe :
  - Monsieur le Duc de La Rochefoucauld, depuis 1718.

- Capitaines des Gardes du Corps :
  - Quartier de Janvier : Monsieur le Duc de Noailles, depuis 1707. Monsieur le Duc d'Ayen, son fils en survivance depuis 1731,
  - Quartier d'Avril : Monsieur le Duc de Charost-Béthune, depuis 1715. Monsieur le Duc d'Ancenis, son fils en survivance depuis 1737.
  - Quartier de Juillet : Monsieur le Duc de Villeroy, depuis 1734,
  - Quartier d'Octobre : Monsieur le Duc d'Harcourt, depuis 1718.

- Capitaine des Cent Gardes-Suisses :
  - Monsieur le Marquis de Courtenvaux, depuis 1734.

- Capitaine-Lieutenant des Gendarmes de la Garde :
  - Monsieur le Prince de Soubise, depuis 1734.

- Capitaine-Lieutenant des Chevau-Légers de la Garde :
  - Monsieur le Duc de Picquigny, depuis 1735.

- Capitaine-Lieutenant de la première Compagnie des Mousquetaires de la Garde :
  - Monsieur le Marquis de Jumilhac, depuis 1738.

- Capitaine-Lieutenant de la seconde Compagnie des Mousquetaires de la Garde :
  - Monsieur le Comte de Montboissier, depuis 1729.

- Grand-Prévôt :
  - Monsieur le Marquis de Sourches, depuis 1714.

- Grand Ecuyer :
  - Monsieur le Comte d'Armagnac, depuis 1718.

- Premier Ecuyer :
  - Monsieur le Marquis de Beringhen, depuis 1724.

- Grand Veneur :
  - Monsieur le Duc de Penthièvre, depuis 1737.

- Grand-Fauconnier :
  - Monsieur le Marquis Desmarets, depuis 1717.

- Grand-Louvetier :
  - Monsieur le Marquis de Flamarens, depuis 1741.

- Grand Maître des Cérémonies :
  - Monsieur le Marquis de Dreux-Brézé, depuis 1701.

### 1743
- Chapelle :
  - Monseigneur de La Rochefoucauld de Roye, archevêque de Bourges, Grand-Aumônier depuis 1742,
  - Monseigneur l'Evêque de Soissons, Premier Aumônier, depuis 1742,
  - Monsieur de Vaureal, Évêque de Rennes, Maître de la Chapelle Musique, depuis 1732,
  - Monsieur d'Oppede, Maître de l'Oratoire, depuis 1741,
  - Le père de Linières, Jésuite, confesseur, depuis 1722.

- Grand Maître :
  - Monsieur le Prince de Condé, duc de Bourbon, depuis 1740. Monsieur le Comte de Charollois fait les fonctions.

- Grand Chambellan :
  - Monsieur le Duc d'Albret, duc de Bouillon, depuis 1728.

- Grand-Panetier :
  - Monsieur le Duc de Brissac, depuis 1732.

- Grand-Echanson :
  - Monsieur le Comte de Buron, depuis 1731.

- Premiers gentilshommes de la Chambre :
  - Monsieur le Duc de Mortemart, depuis 1710,
  - Monsieur le Duc de Gesvres, depuis 1717,
  - Monsieur le Duc d'Aumont, depuis 1723,
  - Monsieur le Duc de Fleury, depuis 1741.

- Grand-Maître de la Garde Robe :
  - Monsieur le Duc de La Rochefoucauld, depuis 1718.

- Capitaines des Gardes du Corps :
  - Quartier de Janvier : Monsieur le Duc de Noailles, depuis 1707. Monsieur le Duc d'Ayen, son fils en survivance depuis 1731,
  - Quartier d'Avril : Monsieur le Duc de Charost-Béthune, depuis 1715. Monsieur le Duc d'Ancenis, son fils en survivance depuis 1737.
  - Quartier de Juillet : Monsieur le Duc de Villeroy, depuis 1734,
  - Quartier d'Octobre : Monsieur le Duc d'Harcourt, depuis 1718.

- Capitaine des Cent Gardes-Suisses :
  - Monsieur le Marquis de Courtenvaux, depuis 1734.

- Capitaine-Lieutenant des Gendarmes de la Garde :
  - Monsieur le Prince de Soubise, depuis 1734.

- Capitaine-Lieutenant des Chevau-Légers de la Garde :
  - Monsieur le Duc de Picquigny, depuis 1735.

- Capitaine-Lieutenant de la première Compagnie des Mousquetaires de la Garde :
  - Monsieur le Marquis de Jumilhac, depuis 1738.

- Capitaine-Lieutenant de la seconde Compagnie des Mousquetaires de la Garde :
  - Monsieur le Comte de Montboissier, depuis 1729.

- Grand-Prévôt :
  - Monsieur le Marquis de Sourches, depuis 1714.

- Grand Ecuyer :
  - Monsieur le Comte d'Armagnac, depuis 1718.

- Premier Ecuyer :
  - Monsieur le Marquis de Beringhen, depuis 1724.

- Grand Veneur :
  - Monsieur le Duc de Penthièvre, depuis 1737.

- Grand-Fauconnier :
  - Monsieur le Marquis Desmarets, depuis 1717.

- Grand-Louvetier :
  - Monsieur le Marquis de Flamarens, depuis 1741.

- Grand Maître des Cérémonies :
  - Monsieur le Marquis de Dreux-Brézé, depuis 1701.

### 1750
- Chapelle :
  - Monseigneur de Saulx-Tavannes, archevêque de Rouen, Grand-Aumônier depuis 1748,
  - Monsieur le Prince Constantin, Premier Aumônier, depuis 1748,
  - Monsieur de Vaureal, Évêque de Rennes, Maître de la Chapelle Musique, depuis 1732,
  - Monsieur de Bouillé, Comte de Lyon, Maître de l'Oratoire, depuis 1749,
  - Le père Perussaut, Jésuite, confesseur, depuis 1743.

- Grand Maître :
  - Monsieur le Prince de Condé, duc de Bourbon, depuis 1740. Monsieur le Comte de Charollois fait les fonctions.

- Grand Chambellan :
  - Monsieur le Prince de Turenne, depuis 1747.

- Grand-Panetier :
  - Monsieur le Duc de Brissac, depuis 1732.

- Grand-Echanson :
  - Monsieur le Comte de Buron, depuis 1731.

- Premiers gentilshommes de la Chambre :
  - Monsieur le Duc de Gesvres, depuis 1717,
  - Monsieur le Duc d'Aumont, depuis 1723,
  - Monsieur le Duc de Fleury, depuis 1741,
  - Monsieur le Maréchal Duc de Richelieu, depuis 1743.

- Grand-Maître de la Garde Robe :
  - Monsieur le Duc de La Rochefoucauld, depuis 1718.

- Capitaines des Gardes du Corps :
  - Quartier de Janvier : Monsieur le Duc de Noailles, depuis 1707. Monsieur le Duc d'Ayen, son fils en survivance depuis 1731,
  - Quartier d'Avril : Monsieur le Duc de Béthune, depuis 1747,
  - Quartier de Juillet : Monsieur le Duc de Villeroy, depuis 1734,
  - Quartier d'Octobre : Monsieur le Duc d'Harcourt, depuis 1718.

- Capitaine-Colonel des Cent Gardes-Suisses :
  - Monsieur le Marquis de Courtenvaux, depuis 1734.

- Grand Ecuyer :
  - Monsieur le Comte d'Armagnac, depuis 1718,
  - Monsieur le Comte de Brionne, en survivance depuis 1744.

- Grand Veneur :
  - Monsieur le Duc de Penthièvre, depuis 1737.

- Grand Fauconnier :
  - Monsieur le Duc de La Vallière, depuis 1748.

- Grand-Prevôt :
  - Monsieur le Marquis de Sourches, depuis 1746.

- Grand-Louvetier :
  - Monsieur le Marquis de Flamarens, depuis 1741.

- Premier Ecuyer :
  - Monsieur le Marquis de Beringhen, depuis 1724.

- Capitaine de la Porte du Roy :
  - Monsieur le Marquis de Croissy, depuis 1723.

- Capitaine-Lieutenant des Gendarmes de la Garde :
  - Monsieur le Prince de Soubise, depuis 1734.

- Capitaine-Lieutenant des Chevau-Légers de la Garde :
  - Monsieur le Duc de Chaulnes, depuis 1735.

- Capitaine-Lieutenant de la première Compagnie des Mousquetaires de la Garde :
  - Monsieur le Marquis de Jumilhac, depuis 1738.

- Capitaine-Lieutenant de la seconde Compagnie des Mousquetaires de la Garde :
  - Monsieur le Comte de Montboissier, depuis 1729.

- Grand Maître des Cérémonies :
  - Monsieur le Marquis de Dreux-Brézé, depuis 1749.

### 1758
- Chapelle :
  - Monsieur le Cardinal de Saulx-Tavannes, archevêque de Rouen, Grand Aumônier, depuis 1748,
  - Monsieur l'abbé Bouillé, Comte de Lyon, Premier Aumônier, depuis 1757,
  - Monsieur de Vaureal, Évêque de Rennes, Maître de la Chapelle Musique, depuis 1732,
  - Monsieur l'abbé Peguillem de Larboust, Maître de l'Oratoire, depuis 1757,
  - Le père Desmaretz, Jésuite, confesseur, depuis 1753.

- Grand Maître :
  - Monsieur le Prince de Condé, duc de Bourbon, depuis 1740.

- Grand Chambellan :
  - Monsieur le Prince de Turenne, depuis 1747.

- Grand-Panetier :
  - Monsieur le Duc de Brissac, depuis 1732.

- Grand-Echanson :
  - Monsieur le Marquis de Verneuil, depuis 1756.

- Premiers gentilshommes de la Chambre :
  - Monsieur le Duc d'Aumont, depuis 1723,
  - Monsieur le Duc de Fleury, depuis 1741,
  - Monsieur le Maréchal Duc de Richelieu, depuis 1743,
  - Monsieur le Duc de Fronsac, en survivance depuis 1756,
  - Monsieur le Duc de Duras, depuis 1757.

- Grand-Maître de la Garde Robe :
  - Monsieur le Duc de La Rochefoucauld, depuis 1718.

- Maîtres de la Garde Robe :
  - Monsieur le Marquis de Souvré, depuis 1725,
  - Monsieur le Maréchal de Maillebois, depuis 1736,
  - Monsieur le Comte de Maillebois, en survivance.

- Capitaines des Gardes du Corps :
  - Quartier de Janvier : Monsieur le Duc d'Ayen, depuis 1731,
  - Quartier d'Avril : Monsieur le Prince de Beauvau, depuis 1757,
  - Quartier de Juillet : Monsieur le Duc de Villeroy, depuis 1734,
  - Quartier d'Octobre : Monsieur le Duc de Luxembourg, depuis 1750.

- Capitaine-Colonel des Cent-Suisses :
  - Monsieur le Marquis de Montmirel, depuis 1754,
  - Monsieur le Marquis de Courtenvaux, depuis 1734.

- Grand Ecuyer :
  - Monsieur le Comte de Brionne, prince de Lambesc, depuis 1752.

- Grand Veneur :
  - Monsieur le Prince de Lamballe, depuis 1755,

- Grand Fauconnier :
  - Monsieur le Duc de La Vallière, depuis 1748.

- Grand Maréchal des Logis :
  - Monsieur le Comte de La Suze, depuis 1716.

- Grand prévôt :
  - Monsieur le Marquis de Sourches, depuis 1746.

- Grand Louvetier :
  - Monsieur le Comte de Flamarens, depuis 1753.

- Premier Ecuyer :
  - Monsieur le Marquis de Beringhen, depuis 1724.

- Capitaine de la Porte du Roy :
  - Monsieur le Marquis de Croissy, depuis 1723.

- Capitaine-Lieutenant des Gendarmes de la Garde :
  - Monsieur le Prince de Soubise, depuis 1734.

- Capitaine-Lieutenant des Chevau-Légers de la Garde :
  - Monsieur le Duc de Chaulnes, depuis 1735.

- Capitaine-Lieutenant de la première Compagnie des Mousquetaires de la Garde :
  - Monsieur le Marquis de Jumilhac, depuis 1738.

- Capitaine-Lieutenant de la seconde Compagnie des Mousquetaires de la Garde :
  - Monsieur le Comte de La Rivière, depuis 1754.

- Grand Maître des Cérémonies :
  - Monsieur le Marquis de Dreux-Brézé, depuis 1755.

### 1766
- Chapelle :
  - Monseigneur de La Roche-Aymon, duc-archevêque de Reims, Grand Aumônier, depuis 1760,
  - Monseigneur l'Evêque de Senlis, Premier Aumônier, depuis 1764,
  - Monsieur l'abbé Peguillem de Larboust, Maître de l'Oratoire, depuis 1757,
  - Monsieur l'abbé de Sainte-Aldegonde, Aumônier Ordinaire, depuis 1761,
  - Monsieur Mandoux, confesseur, depuis 1764.

- Grand Maître :
  - Monsieur le Prince de Condé, duc de Bourbon, depuis 1740.

- Grand Chambellan :
  - Monsieur le Prince de Turenne, depuis 1747.

- Premiers gentilshommes de la Chambre :
  - Monsieur le Duc d'Aumont, depuis 1723,
  - Monsieur le Duc de Villequier, en survivance depuis 1762,
  - Monsieur le Duc de Fleury, depuis 1741,
  - Monsieur le Maréchal Duc de Richelieu, depuis 1743,
  - Monsieur le Duc de Fronsac, en survivance depuis 1756,
  - Monsieur le Duc de Duras, depuis 1757.

- Grand-Maître de la Garde Robe :
  - Monsieur le Duc d'Estissac, depuis 1758.

- Maîtres de la Garde Robe :
  - Monsieur le Comte de Cucé, depuis 1760,
  - Monsieur le Marquis de Chauvelin, depuis 1760.

- Capitaines des Gardes du Corps :
  - Quartier de Janvier : Monsieur le Duc d'Ayen, depuis 1731. Monsieur le Comte d'Ayen, en survivance depuis 1759,
  - Quartier d'Avril : Monsieur le Prince de Beauvau, depuis 1757,
  - Quartier de Juillet : Monsieur le Duc de Villeroy, depuis 1734. Monsieur le Marquis de Villeroy, en survivance depuis 1758,
  - Quartier d'Octobre : Monsieur le Prince de Tingry, depuis 1764.

- Capitaine-Colonel des Cent-Suisses :
  - Monsieur le Marquis de Courtenvaux, depuis 1734.

- Grand Ecuyer :
  - Monsieur le Prince de Lambesc, duc d'Elbeuf, depuis 1761.

- Grand panetier :
  - Monsieur le Duc de Brissac, depuis 1732.

- Grand-Echanson :
  - Monsieur le Marquis de Verneuil, depuis 1756.

- Grand Veneur :
  - Monsieur le Prince de Lamballe, depuis 1755.

- Grand Fauconnier :
  - Monsieur le Duc de La Vallière, depuis 1762,
  - Monsieur le Marquis d'Entragues, en survivance depuis 1765.

- Grand Maréchal des Logis :
  - Monsieur le Comte de La Suze, depuis 1716.

- Grand prévôt :
  - Monsieur le Marquis de Sourches, depuis 1746.

- Grand Louvetier :
  - Monsieur le Comte de Flamarens, depuis 1753.

- Premier Ecuyer :
  - Monsieur le Marquis de Beringhen, depuis 1724.

- Capitaine de la Porte du Roy :
  - Monsieur le Marquis de Croissy, depuis 1723,
  - Monsieur le Marquis de Sablé, en survivance depuis 1763.

- Capitaine-Lieutenant des Gendarmes de la Garde :
  - Monsieur le Prince de Soubise, depuis 1734.

- Capitaine-Lieutenant des Chevau-Légers de la Garde :
  - Monsieur le Duc de Chaulnes, depuis 1735.

- Capitaine-Lieutenant de la première Compagnie des Mousquetaires de la Garde :
  - Monsieur le Marquis de Jumilhac, depuis 1738.

- Capitaine-Lieutenant de la seconde Compagnie des Mousquetaires de la Garde :
  - Monsieur le Comte de La Rivière, depuis 1754.

- Grand Maître des Cérémonies :
  - Monsieur le Marquis de Dreux-Brézé, depuis 1755.

### 1770
- Chapelle :
  - Monseigneur de La Roche-Aymon, duc-archevêque de Reims, Grand Aumônier, depuis 1760,
  - Monseigneur l'Evêque de Senlis, Premier Aumônier, depuis 1764,
  - Monsieur l'abbé Cesarge, Maître de l'Oratoire, depuis 1769,
  - Monsieur l'abbé de Sainte-Aldegonde, Aumônier Ordinaire, depuis 1761,
  - Monsieur Mandoux, confesseur, depuis 1764.

- Grand Maître :
  - Monsieur le Prince de Condé, duc de Bourbon, depuis 1740.

- Grand Chambellan :
  - Monsieur le Prince de Turenne, depuis 1747.

- Premiers gentilshommes de la Chambre :
  - Monsieur le Duc d'Aumont, depuis 1723,
  - Monsieur le Duc de Villequier, en survivance depuis 1762,
  - Monsieur le Duc de Fleury, depuis 1741,
  - Monsieur le Maréchal Duc de Richelieu, depuis 1743,
  - Monsieur le Duc de Fronsac, en survivance depuis 1756,
  - Monsieur le Duc de Duras, depuis 1757.

- Grand-Maître de la Garde Robe :
  - Monsieur le Duc d'Estissac, depuis 1758,

- Maîtres de la Garde Robe :
  - Monsieur le Comte de Boisgelin de Cucé, depuis 1760,
  - Monsieur le Marquis de Chauvelin, depuis 1760.

- Capitaines des Gardes du Corps :
  - Quartier de Janvier : Monsieur le Duc de Noailles, depuis 1731. Monsieur le Duc d'Ayen, en survivance depuis 1759,
  - Quartier d'Avril : Monsieur le Prince de Beauvau, depuis 1757,
  - Quartier de Juillet : Monsieur le Duc de Villeroy, depuis 1758,
  - Quartier d'Octobre : Monsieur le Prince de Tingry, depuis 1764. Monsieur le Chevalier de Luxembourg, en survivance depuis 1767.

- Capitaine-Colonel des Cent-Suisses :
  - Monsieur le Marquis de Courtenvaux, depuis 1734,
  - Monsieur le Duc de Cossé, en survivance depuis 1766.

- Grand Ecuyer :
  - Monsieur le Prince de Lambesc, duc d'Elbeuf, depuis 1761.

- Grand panetier :
  - Monsieur le Maréchal, Duc de Brissac, depuis 1732.

- Grand-Échanson :
  - Monsieur le Marquis de Verneuil, depuis 1756.

- Grand Veneur :
  - Monsieur le Duc de Penthièvre, depuis 1768.

- Grand Fauconnier :
  - Monsieur le Duc de La Vallière, depuis 1762,
  - Monsieur le Marquis d'Entragues, en survivance depuis 1765.

- Grand Maréchal des Logis :
  - Monsieur le Comte de La Suze, depuis 1716.

- Grand prévôt :
  - Monsieur le Marquis de Sourches, depuis 1746.

- Grand Louvetier :
  - Monsieur le Comte de Flamarens, depuis 1753.

- Premier Ecuyer :
  - Monsieur le Marquis de Beringhen, depuis 1724.

- Capitaine de la Porte du Roy :
  - Monsieur le Marquis de Croissy, depuis 1723,
  - Monsieur le Marquis de Sablé, en survivance depuis 1763.

- Capitaine-Lieutenant des Gendarmes de la Garde :
  - Monsieur le Prince de Soubise, depuis 1734,
  - Monsieur le Prince de Rohan-Guémené, en survivance depuis 1767.

- Capitaine-Lieutenant des Chevau-Légers de la Garde :
  - Monsieur le Duc d'Aiguillon, depuis 1769.

- Capitaine-Lieutenant de la première Compagnie des Mousquetaires de la Garde :
  - Monsieur le Marquis de La Chèze, depuis 1767.

- Capitaine-Lieutenant de la seconde Compagnie des Mousquetaires de la Garde :
  - Monsieur le Marquis de Montboissier, depuis 1767.

- Grand Maître des Cérémonies :
  - Monsieur le Marquis de Dreux-Brézé, depuis 1755.

### 1771
- Chapelle :
  - Monseigneur de La Roche-Aymon, duc-archevêque de Reims, Grand Aumônier, depuis 1760,
  - Monseigneur l'Evêque de Senlis, Premier Aumônier, depuis 1764,
  - Monsieur l'abbé Cesarge, Maître de l'Oratoire, depuis 1769,
  - Monsieur l'abbé de Radonvilliers, Aumônier Ordinaire, depuis 1770,
  - Monsieur Mandoux, confesseur, depuis 1764.

- Grand Maître :
  - Monsieur le Prince de Condé, depuis 1740,
  - Monsieur le Duc de Bourbon, en survivance depuis 1770.

- Grand Chambellan :
  - Monsieur le Prince de Turenne, depuis 1747.

- Premiers gentilshommes de la Chambre :
  - Monsieur le Duc d'Aumont, depuis 1723,
  - Monsieur le Duc de Villequier, en survivance depuis 1762,
  - Monsieur le Duc de Fleury, depuis 1741,
  - Monsieur le Maréchal Duc de Richelieu, depuis 1743,
  - Monsieur le Duc de Fronsac, en survivance depuis 1756,
  - Monsieur le Duc de Duras, depuis 1757.

- Grand-Maître de la Garde Robe :
  - Monsieur le Duc d'Estissac, depuis 1758,

- Maîtres de la Garde Robe :
  - Monsieur le Comte de Boisgelin, depuis 1760,
  - Monsieur le Marquis de Chauvelin, depuis 1760.

- Capitaines des Gardes du Corps :
  - Quartier de Janvier : Monsieur le Duc de Noailles, depuis 1731. Monsieur le Duc d'Ayen, en survivance depuis 1759,
  - Quartier d'Avril : Monsieur le Prince de Beauvau, depuis 1757,
  - Quartier de Juillet : Monsieur le Duc de Villeroy, depuis 1758,
  - Quartier d'Octobre : Monsieur le Prince de Tingry, depuis 1764. Monsieur le Chevalier de Luxembourg, en survivance depuis 1767.

- Capitaine-Colonel des Cent-Suisses :
  - Monsieur le Marquis de Courtenvaux, depuis 1734,
  - Monsieur le Duc de Cossé, en survivance depuis 1766.

- Grand Ecuyer :
  - Monsieur le Prince de Lambesc, duc d'Elbeuf, depuis 1761.

- Grand panetier :
  - Monsieur le Maréchal, Duc de Brissac, depuis 1732.

- Grand-Echanson :
  - Monsieur le Marquis de Verneuil, depuis 1756.

- Grand Veneur :
  - Monsieur le Duc de Penthièvre, depuis 1768.

- Grand Fauconnier :
  - Monsieur le Duc de La Vallière, depuis 1762,
  - Monsieur le Marquis d'Entragues, en survivance depuis 1765.

- Grand Maréchal des Logis :
  - Monsieur le Comte de La Suze, depuis 1716.

- Grand prévôt :
  - Monsieur le Marquis de Sourches, depuis 1746.

- Grand Louvetier :
  - Monsieur le Comte de Flamarens, depuis 1753.

- Premier Ecuyer :
  - Monsieur le Marquis de Beringhen, depuis 1724.

- Capitaine de la Porte du Roy :
  - Monsieur le Marquis de Croissy, depuis 1723,
  - Monsieur le Marquis de Sablé, en survivance depuis 1763.

- Capitaine-Lieutenant des Gendarmes de la Garde :
  - Monsieur le Prince de Soubise, depuis 1734,
  - Monsieur le Prince de Rohan-Guémené, en survivance depuis 1767.

- Capitaine-Lieutenant des Chevau-Légers de la Garde :
  - Monsieur le Duc d'Aiguillon, depuis 1769.

- Capitaine-Lieutenant de la première Compagnie des Mousquetaires de la Garde :
  - Monsieur le Marquis de La Chèze, depuis 1767.

- Capitaine-Lieutenant de la seconde Compagnie des Mousquetaires de la Garde :
  - Monsieur le Marquis de Montboissier, depuis 1767.

- Grand Maître des Cérémonies :
  - Monsieur le Marquis de Dreux-Brézé, depuis 1755.

### 1772
- Chapelle :
  - Monsieur le Cardinal de La Roche-Aymon, duc-archevêque de Reims, Grand Aumônier, depuis 1760,
  - Monseigneur l'Evêque de Senlis, Premier Aumônier, depuis 1764,
  - Monsieur l'abbé Cesarge, Maître de l'Oratoire, depuis 1769,
  - Monsieur l'abbé de Radonvilliers, Aumônier Ordinaire, depuis 1770,
  - Monsieur Mandoux, confesseur, depuis 1764.

- Grand Maître :
  - Monsieur le Prince de Condé, depuis 1740,
  - Monsieur le Duc de Bourbon, en survivance depuis 1770.

- Grand Chambellan :
  - Monsieur le Duc d'Albret, duc de Bouillon, depuis 1747.

- Premiers gentilshommes de la Chambre :
  - Monsieur le Duc d'Aumont, depuis 1723,
  - Monsieur le Duc de Villequier, en survivance depuis 1762,
  - Monsieur le Duc de Fleury, depuis 1741,
  - Monsieur le Maréchal Duc de Richelieu, depuis 1743,
  - Monsieur le Duc de Fronsac, en survivance depuis 1756,
  - Monsieur le Duc de Duras, depuis 1757.

- Grand-Maître de la Garde Robe :
  - Monsieur le Duc d'Estissac, depuis 1758,

- Maîtres de la Garde Robe :
  - Monsieur le Comte de Boisgelin, depuis 1760,
  - Monsieur le Marquis de Chauvelin, depuis 1760.

- Capitaines des Gardes du Corps :
  - Quartier de Janvier : Monsieur le Duc de Noailles, depuis 1731. Monsieur le Duc d'Ayen, en survivance depuis 1759,
  - Quartier d'Avril : Monsieur le Prince de Beauvau, depuis 1757,
  - Quartier de Juillet : Monsieur le Duc de Villeroy, depuis 1758,
  - Quartier d'Octobre : Monsieur le Prince de Tingry, depuis 1764. Monsieur le Chevalier de Luxembourg, en survivance depuis 1767.

- Capitaine-Colonel des Cent-Suisses :
  - Monsieur le Marquis de Courtenvaux, depuis 1734,
  - Monsieur le Duc de Cossé, en survivance depuis 1766.

- Grand Ecuyer :
  - Monsieur le Prince de Lambesc, duc d'Elbeuf, depuis 1761.

- Grand panetier :
  - Monsieur le Maréchal, Duc de Brissac, depuis 1732.

- Grand-Echanson :
  - Monsieur le Marquis de Verneuil, depuis 1756.

- Grand Veneur :
  - Monsieur le Duc de Penthièvre, depuis 1768.

- Grand Fauconnier :
  - Monsieur le Duc de La Vallière, depuis 1762,
  - Monsieur le Marquis d'Entragues, en survivance depuis 1765.

- Grand Maréchal des Logis :
  - Monsieur le Comte de La Suze, depuis 1716,
  - Monsieur le Marquis de La Suze, en survivance depuis 1771.

- Grand prévôt :
  - Monsieur le Marquis de Sourches, depuis 1746,
  - Monsieur le Marquis de Tourzel, en survivance depuis 1771.

- Grand Louvetier :
  - Monsieur le Comte de Flamarens, depuis 1753.

- Premier Maître d'Hôtel :
  - Monsieur le Comte d'Escars, depuis 1769.

- Capitaine de la Porte du Roy :
  - Monsieur le Marquis de Croissy, depuis 1723,
  - Monsieur le Marquis de Sablé, en survivance depuis 1763.

- Capitaine-Lieutenant des Gendarmes de la Garde :
  - Monsieur le Prince de Soubise, depuis 1734,
  - Monsieur le Prince de Rohan-Guémené, en survivance depuis 1767.

- Capitaine-Lieutenant des Chevau-Légers de la Garde :
  - Monsieur le Duc d'Aiguillon, depuis 1769.

- Capitaine-Lieutenant de la première Compagnie des Mousquetaires de la Garde :
  - Monsieur le Marquis de La Chèze, depuis 1767.

- Capitaine-Lieutenant de la seconde Compagnie des Mousquetaires de la Garde :
  - Monsieur le Marquis de Montboissier, depuis 1767.

- Grand Maître des Cérémonies :
  - Monsieur le Marquis de Dreux-Brézé, depuis 1755.

### 1775
- Chapelle :
  - Monsieur le Cardinal de La Roche-Aymon, duc-archevêque de Reims, Grand Aumônier, depuis 1760,
  - Monseigneur l'Evêque de Senlis, Premier Aumônier, depuis 1764,
  - Monsieur l'abbé Cesarge, Maître de l'Oratoire, depuis 1769,
  - Monsieur l'abbé de Radonvilliers, Aumônier Ordinaire, depuis 1770,
  - Monsieur Mandoux, confesseur, depuis 1764.

- Grand Maître :
  - Monsieur le Prince de Condé, depuis 1740,
  - Monsieur le Duc de Bourbon, en survivance depuis 1770.

- Grand Chambellan :
  - Monsieur le Duc d'Albret, duc de Bouillon, depuis 1747.

- Premiers gentilshommes de la Chambre :
  - Monsieur le Duc d'Aumont, depuis 1723,
  - Monsieur le Duc de Villequier, en survivance depuis 1762,
  - Monsieur le Duc de Fleury, depuis 1741,
  - Monsieur le Maréchal Duc de Richelieu, depuis 1743,
  - Monsieur le Duc de Fronsac, en survivance depuis 1756,
  - Monsieur le Duc de Duras, depuis 1757.

- Grand-Maître de la Garde Robe :
  - Monsieur le Duc d'Estissac, depuis 1758,

- Maîtres de la Garde Robe :
  - Monsieur le Comte de Boisgelin, depuis 1760,
  - Monsieur le Marquis de Chauvelin, depuis 1760.

- Capitaines des Gardes du Corps :
  - Quartier de Janvier : Monsieur le Duc de Noailles, depuis 1731. Monsieur le Duc d'Ayen, en survivance depuis 1759,
  - Quartier d'Avril : Monsieur le Prince de Beauvau, depuis 1757. Monsieur le Prince de Poix, en survivance depuis 1774,
  - Quartier de Juillet : Monsieur le Duc de Villeroy, depuis 1758,
  - Quartier d'Octobre : Monsieur le Prince de Tingry, depuis 1764. Monsieur le Chevalier de Luxembourg, en survivance depuis 1767.

- Capitaine-Colonel des Cent-Suisses :
  - Monsieur le Marquis de Courtenvaux, depuis 1734,
  - Monsieur le Duc de Cossé, en survivance depuis 1766.

- Grand Ecuyer :
  - Monsieur le Prince de Lambesc, duc d'Elbeuf, depuis 1761.

- Premier Ecuyer :
  - Monsieur le Marquis de Briges, depuis 1773.

- Grand-Panetier :
  - Monsieur le Maréchal, Duc de Brissac, depuis 1732.

- Grand-Echanson :
  - Monsieur le Marquis de Verneuil, depuis 1756.

- Grand Veneur :
  - Monsieur le Duc de Penthièvre, depuis 1768.

- Grand Fauconnier :
  - Monsieur le Duc de La Vallière, depuis 1762,
  - Monsieur le Marquis d'Entragues, en survivance depuis 1765.

- Grand Maréchal des Logis :
  - Monsieur le Marquis de La Suze, en survivance depuis 1771.

- Grand prévôt :
  - Monsieur le Marquis de Sourches, depuis 1746,
  - Monsieur le Marquis de Tourzel, en survivance depuis 1771.

- Grand Louvetier :
  - Monsieur le Comte de Flamarens, depuis 1753.

- Premier Maître d'Hôtel :
  - Monsieur le Comte d'Escars, depuis 1769.

- Capitaine de la Porte du Roy :
  - Monsieur le Marquis de Croissy, depuis 1723,
  - Monsieur le Marquis de Sablé, en survivance depuis 1763.

- Capitaine-Lieutenant des Gendarmes de la Garde :
  - Monsieur le Prince de Soubise, depuis 1734,
  - Monsieur le Prince de Rohan-Guémené, en survivance depuis 1767.

- Capitaine-Lieutenant des Chevau-Légers de la Garde :
  - Monsieur le Duc d'Aiguillon, depuis 1769.

- Capitaine-Lieutenant de la première Compagnie des Mousquetaires de la Garde :
  - Monsieur le Marquis de La Chèze, depuis 1767.

- Capitaine-Lieutenant de la seconde Compagnie des Mousquetaires de la Garde :
  - Monsieur le Marquis de Montboissier, depuis 1767.

- Colonel des Gardes françaises :
  - Monsieur le Duc de Biron, depuis 1745.

- Grand Maître des Cérémonies :
  - Monsieur le Marquis de Dreux-Brézé, depuis 1755.

### 1776
- Chapelle :
  - Monsieur le Cardinal de La Roche-Aymon, duc-archevêque de Reims, Grand Aumônier, depuis 1760,
  - Monseigneur l'Evêque de Senlis, Premier Aumônier, depuis 1764,
  - Monsieur l'abbé Cesarge, Maître de l'Oratoire, depuis 1769,
  - Monsieur l'abbé de Radonvilliers, Aumônier Ordinaire, depuis 1770,
  - Monsieur Mandoux, confesseur, depuis 1764.

- Grand Maître :
  - Monsieur le Prince de Condé, depuis 1740,
  - Monsieur le Duc de Bourbon, en survivance depuis 1770.

- Grand Chambellan :
  - Monsieur le Prince de Rohan, depuis 1775.

- Premiers gentilshommes de la Chambre :
  - Monsieur le Duc d'Aumont, depuis 1723,
  - Monsieur le Duc de Villequier, en survivance depuis 1762,
  - Monsieur le Duc de Fleury, depuis 1741,
  - Monsieur le Maréchal Duc de Richelieu, depuis 1743,
  - Monsieur le Duc de Fronsac, en survivance depuis 1756,
  - Monsieur le Duc de Duras, depuis 1757.

- Grand-Maître de la Garde Robe :
  - Monsieur le Duc d'Estissac, depuis 1758,

- Maîtres de la Garde Robe :
  - Monsieur le Comte de Boisgelin, depuis 1760,
  - Monsieur le Marquis de Chauvelin, depuis 1773.

- Capitaines des Gardes du Corps :
  - Quartier de Janvier : Monsieur le Duc de Noailles, depuis 1731. Monsieur le Duc d'Ayen, en survivance depuis 1759,
  - Quartier d'Avril : Monsieur le Prince de Beauvau, depuis 1757. Monsieur le Prince de Poix, en survivance depuis 1774,
  - Quartier de Juillet : Monsieur le Duc de Villeroy, depuis 1758,
  - Quartier d'Octobre : Monsieur le Prince de Tingry, depuis 1764. Monsieur le Chevalier de Luxembourg, en survivance depuis 1767.

- Capitaine-Colonel des Cent-Suisses :
  - Monsieur le Marquis de Courtenvaux, depuis 1734,
  - Monsieur le Duc de Cossé, en survivance depuis 1766.

- Grand Ecuyer :
  - Monsieur le Prince de Lambesc, duc d'Elbeuf, depuis 1761.

- Premier Ecuyer :
  - Monsieur le Duc de Coigny, depuis 1774.

- Grand-Panetier :
  - Monsieur le Maréchal, Duc de Brissac, depuis 1732.

- Grand-Echanson :
  - Monsieur le Marquis de Verneuil, depuis 1756.

- Grand Veneur :
  - Monsieur le Duc de Penthièvre, depuis 1768.

- Grand Fauconnier :
  - Monsieur le Duc de La Vallière, depuis 1762,
  - Monsieur le Marquis d'Entragues, en survivance depuis 1765.

- Grand Maréchal des Logis :
  - Monsieur le Marquis de La Suze, en survivance depuis 1771.

- Grand prévôt :
  - Monsieur le Marquis de Sourches, depuis 1746,
  - Monsieur le Marquis de Tourzel, en survivance depuis 1771.

- Grand Louvetier :
  - Monsieur le Comte de Flamarens, depuis 1753.

- Premier Maître d'Hôtel :
  - Monsieur le Comte d'Escars, depuis 1769.

- Capitaine de la Porte du Roy :
  - Monsieur le Marquis de Croissy, depuis 1723,
  - Monsieur le Marquis de Sablé, en survivance depuis 1763.

- Capitaine-Lieutenant des Gendarmes de la Garde :
  - Monsieur le Prince de Soubise, depuis 1734,
  - Monsieur le Prince de Rohan-Guémené, en survivance depuis 1767.

- Capitaine-Lieutenant des Chevau-Légers de la Garde :
  - Monsieur le Duc d'Aiguillon, depuis 1769.

- Capitaine-Lieutenant de la première Compagnie des Mousquetaires de la Garde :
  - Monsieur le Marquis de La Chèze, depuis 1767.

- Capitaine-Lieutenant de la seconde Compagnie des Mousquetaires de la Garde :
  - Monsieur le Marquis de Montboissier, depuis 1767.

- Colonel des Gardes françaises :
  - Monsieur le Maréchal Duc de Biron, depuis 1745.

- Grand Maître des Cérémonies :
  - Monsieur le Marquis de Dreux-Brézé, depuis 1755.

### 1777
- Chapelle :
  - Monsieur le Cardinal de La Roche-Aymon, duc-archevêque de Reims, Grand Aumônier, depuis 1760,
  - Monseigneur l'Evêque de Senlis, Premier Aumônier, depuis 1764,
  - Monsieur l'abbé Cesarge, Maître de l'Oratoire, depuis 1769,
  - Le Cornu de Balivière, Aumônier Ordinaire, depuis 1776,
  - Monsieur Mandoux, confesseur, depuis 1764.

- Grand Maître :
  - Monsieur le Prince de Condé, depuis 1740,
  - Monsieur le Duc de Bourbon, en survivance depuis 1770.

- Grand Chambellan :
  - Monsieur le Prince de Rohan, depuis 1775,

- Premiers gentilshommes de la Chambre :
  - Monsieur le Duc d'Aumont, depuis 1723,
  - Monsieur le Duc de Villequier, en survivance depuis 1762,
  - Monsieur le Duc de Fleury, depuis 1741,
  - Monsieur le Maréchal Duc de Richelieu, depuis 1743,
  - Monsieur le Duc de Fronsac, en survivance depuis 1756,
  - Monsieur le Duc de Duras, depuis 1757.

- Grand-Maître de la Garde Robe :
  - Monsieur le Duc d'Estissac, depuis 1758,

- Maîtres de la Garde Robe :
  - Monsieur le Comte de Boisgelin, depuis 1760,
  - Monsieur le Marquis de Chauvelin, depuis 1773.

- Capitaines des Gardes du Corps :
  - Quartier de Janvier : Monsieur le Duc d'Ayen, depuis 1759,
  - Quartier d'Avril : Monsieur le Prince de Beauvau, depuis 1757. Monsieur le Prince de Poix, en survivance depuis 1774,
  - Quartier de Juillet : Monsieur le Duc de Villeroy, depuis 1758,
  - Quartier d'Octobre : Monsieur le Prince de Tingry, depuis 1764. Monsieur le Chevalier de Luxembourg, en survivance depuis 1767.

- Capitaine-Colonel des Cent-Suisses :
  - Monsieur le Marquis de Courtenvaux, depuis 1734,
  - Monsieur le Duc de Cossé, en survivance depuis 1766.

- Grand Ecuyer :
  - Monsieur le Prince de Lambesc, duc d'Elbeuf, depuis 1761.

- Premier Ecuyer :
  - Monsieur le Duc de Coigny, depuis 1774.

- Grand-Panetier :
  - Monsieur le Maréchal, Duc de Brissac, depuis 1732.

- Grand-Echanson :
  - Monsieur le Marquis de Verneuil, depuis 1756.

- Grand Veneur :
  - Monsieur le Duc de Penthièvre, depuis 1768.

- Grand Fauconnier :
  - Monsieur le Duc de La Vallière, depuis 1762,
  - Monsieur le Marquis d'Entragues, en survivance depuis 1765.

- Grand Maréchal des Logis :
  - Monsieur le Marquis de La Suze, en survivance depuis 1771.

- Grand prévôt :
  - Monsieur le Marquis de Sourches, depuis 1746,
  - Monsieur le Marquis de Tourzel, en survivance depuis 1771.

- Grand Louvetier :
  - Monsieur le Comte de Flamarens, depuis 1753.

- Premier Maître d'Hôtel :
  - Monsieur le Comte d'Escars, depuis 1769.

- Capitaine de la Porte du Roy :
  - Monsieur le Marquis de Croissy, depuis 1723,
  - Monsieur le Marquis de Sablé, en survivance depuis 1763.

- Capitaine-Lieutenant des Gendarmes de la Garde :
  - Monsieur le Prince de Soubise, depuis 1734,
  - Monsieur le Prince de Rohan-Guémené, en survivance depuis 1767.

- Capitaine-Lieutenant des Chevau-Légers de la Garde :
  - Monsieur le Duc d'Aiguillon, depuis 1769.

- Capitaine-Lieutenant de la première Compagnie des Mousquetaires de la Garde :
  - Monsieur le Marquis de La Chèze, depuis 1767.

- Capitaine-Lieutenant de la seconde Compagnie des Mousquetaires de la Garde :
  - Monsieur le Marquis de Montboissier, depuis 1767.

- Colonel des Gardes françaises :
  - Monsieur le Maréchal Duc de Biron, depuis 1745.

- Grand Maître des Cérémonies :
  - Monsieur le Marquis de Dreux-Brézé, depuis 1755.

### 1778
- Chapelle :
  - Monseigneur de Rohan-Guémenée, Grand Aumônier, depuis 1777,
  - Monseigneur l'Evêque de Senlis, Premier Aumônier, depuis 1764,
  - Monsieur l'abbé Cesarge, Maître de l'Oratoire, depuis 1769,
  - Le Cornu de Balivière, Aumônier Ordinaire, depuis 1776,
  - Monsieur Mandoux, confesseur, depuis 1764.

- Grand Maître :
  - Monsieur le Prince de Condé, depuis 1740,
  - Monsieur le Duc de Bourbon, en survivance depuis 1770.

- Grand Chambellan :
  - Monsieur le Prince de Rohan, depuis 1775,

- Premiers gentilshommes de la Chambre :
  - Monsieur le Duc d'Aumont, depuis 1723,
  - Monsieur le Duc de Villequier, en survivance depuis 1762,
  - Monsieur le Duc de Fleury, depuis 1741,
  - Monsieur le Maréchal Duc de Richelieu, depuis 1743,
  - Monsieur le Duc de Fronsac, en survivance depuis 1756,
  - Monsieur le Duc de Duras, depuis 1757.

- Grand-Maître de la Garde Robe :
  - Monsieur le Duc d'Estissac, depuis 1758,

- Maîtres de la Garde Robe :
  - Monsieur le Comte de Boisgelin, depuis 1760,
  - Monsieur le Marquis de Chauvelin, depuis 1773.

- Capitaines des Gardes du Corps :
  - Quartier de Janvier : Monsieur le Duc d'Ayen, depuis 1759,
  - Quartier d'Avril : Monsieur le Prince de Beauvau, depuis 1757. Monsieur le Prince de Poix, en survivance depuis 1774,
  - Quartier de Juillet : Monsieur le Duc de Villeroy, depuis 1758,
  - Quartier d'Octobre : Monsieur le Prince de Tingry, depuis 1764. Monsieur le Chevalier de Luxembourg, en survivance depuis 1767.

- Capitaine-Colonel des Cent-Suisses :
  - Monsieur le Marquis de Courtenvaux, depuis 1734,
  - Monsieur le Duc de Cossé, en survivance depuis 1766.

- Grand Ecuyer :
  - Monsieur le Prince de Lambesc, duc d'Elbeuf, depuis 1761.

- Premier Ecuyer :
  - Monsieur le Duc de Coigny, depuis 1774.

- Grand-Panetier :
  - Monsieur le Maréchal, Duc de Brissac, depuis 1732.

- Grand-Echanson :
  - Monsieur le Marquis de Verneuil, depuis 1756.

- Grand Veneur :
  - Monsieur le Duc de Penthièvre, depuis 1768.

- Grand Fauconnier :
  - Monsieur le Duc de La Vallière, depuis 1762,
  - Monsieur le Marquis d'Entragues, en survivance depuis 1765.

- Grand Maréchal des Logis :
  - Monsieur le Marquis de La Suze, en survivance depuis 1771.

- Grand prévôt :
  - Monsieur le Marquis de Sourches, depuis 1746,
  - Monsieur le Marquis de Tourzel, en survivance depuis 1771.

- Grand Louvetier :
  - Monsieur le Comte de Flamarens, depuis 1753.

- Premier Maître d'Hôtel :
  - Monsieur le Comte d'Escars, depuis 1769.

- Capitaine de la Porte du Roy :
  - Monsieur le Marquis de Sablé, depuis 1777.

- Capitaine-Lieutenant des Gendarmes de la Garde :
  - Monsieur le Prince de Soubise, depuis 1734,
  - Monsieur le Prince de Rohan-Guémené, en survivance depuis 1767.

- Capitaine-Lieutenant des Chevau-Légers de la Garde :
  - Monsieur le Duc d'Aiguillon, depuis 1769.

- Capitaine-Lieutenant de la première Compagnie des Mousquetaires de la Garde :
  - Monsieur le Marquis de La Chèze, depuis 1767.

- Capitaine-Lieutenant de la seconde Compagnie des Mousquetaires de la Garde :
  - Monsieur le Marquis de Montboissier, depuis 1767.

- Colonel des Gardes françaises :
  - Monsieur le Maréchal Duc de Biron, depuis 1745.

- Grand Maître des Cérémonies :
  - Monsieur le Marquis de Dreux-Brézé, depuis 1755.

### 1779
- Chapelle :
  - Monsieur le Cardinal de Rohan-Guémenée, Grand Aumônier, depuis 1777,
  - Monseigneur l'Evêque de Senlis, Premier Aumônier, depuis 1764,
  - Monsieur l'abbé Cesarge, Maître de l'Oratoire, depuis 1769,
  - Le Cornu de Balivière, Aumônier Ordinaire, depuis 1776,
  - Monsieur l'abbé Poupart, confesseur, depuis 1778.

- Grand Maître :
  - Monsieur le Prince de Condé, depuis 1740,
  - Monsieur le Duc de Bourbon, en survivance depuis 1770.

- Grand Chambellan :
  - Monsieur le Prince de Rohan, depuis 1775,

- Premiers gentilshommes de la Chambre :
  - Monsieur le Duc d'Aumont, depuis 1723,
  - Monsieur le Duc de Villequier, en survivance depuis 1762,
  - Monsieur le Duc de Fleury, depuis 1741,
  - Monsieur le Maréchal Duc de Richelieu, depuis 1743,
  - Monsieur le Duc de Fronsac, en survivance depuis 1756,
  - Monsieur le Duc de Duras, depuis 1757.

- Grand-Maître de la Garde Robe :
  - Monsieur le Duc d'Estissac, depuis 1758,

- Maîtres de la Garde Robe :
  - Monsieur le Comte de Boisgelin, depuis 1760,
  - Monsieur le Marquis de Chauvelin, depuis 1773.

- Capitaines des Gardes du Corps :
  - Quartier de Janvier : Monsieur le Duc d'Ayen, depuis 1759,
  - Quartier d'Avril : Monsieur le Prince de Beauvau, depuis 1757. Monsieur le Prince de Poix, en survivance depuis 1774,
  - Quartier de Juillet : Monsieur le Duc de Villeroy, depuis 1758,
  - Quartier d'Octobre : Monsieur le Prince de Tingry, depuis 1764. Monsieur le Chevalier de Luxembourg, en survivance depuis 1767.

- Capitaine-Colonel des Cent-Suisses :
  - Monsieur le Marquis de Courtenvaux, depuis 1734,
  - Monsieur le Duc de Cossé, en survivance depuis 1766.

- Grand Ecuyer :
  - Monsieur le Prince de Lambesc, duc d'Elbeuf, depuis 1761.

- Premier Ecuyer :
  - Monsieur le Duc de Coigny, depuis 1774.

- Grand-Panetier :
  - Monsieur le Maréchal, Duc de Brissac, depuis 1732.

- Grand-Echanson :
  - Monsieur le Marquis de Verneuil, depuis 1756.

- Grand Veneur :
  - Monsieur le Duc de Penthièvre, depuis 1768.

- Grand Fauconnier :
  - Monsieur le Duc de La Vallière, depuis 1762,
  - Monsieur le Marquis d'Entragues, en survivance depuis 1765.

- Grand Maréchal des Logis :
  - Monsieur le Marquis de La Suze, en survivance depuis 1771.

- Grand prévôt :
  - Monsieur le Marquis de Sourches, depuis 1746,
  - Monsieur le Marquis de Tourzel, en survivance depuis 1771.

- Grand Louvetier :
  - Monsieur le Comte de Flamarens, depuis 1753.

- Premier Maître d'Hôtel :
  - Monsieur le Comte d'Escars, depuis 1769.

- Capitaine de la Porte du Roy :
  - Monsieur le Marquis de Sablé, depuis 1777.

- Capitaine-Lieutenant des Gendarmes de la Garde :
  - Monsieur le Prince de Soubise, depuis 1734,
  - Monsieur le Prince de Rohan-Guémené, en survivance depuis 1767.

- Capitaine-Lieutenant des Chevau-Légers de la Garde :
  - Monsieur le Duc d'Aiguillon, depuis 1769.

- Capitaine-Lieutenant de la première Compagnie des Mousquetaires de la Garde :
  - Monsieur le Marquis de La Chèze, depuis 1767.

- Capitaine-Lieutenant de la seconde Compagnie des Mousquetaires de la Garde :
  - Monsieur le Marquis de Montboissier, depuis 1767.

- Colonel des Gardes françaises :
  - Monsieur le Maréchal Duc de Biron, depuis 1745.

- Grand Maître des Cérémonies :
  - Monsieur le Marquis de Dreux-Brézé, depuis 1755.

### 1780
- Chapelle :
  - Monsieur le Cardinal de Rohan-Guémenée, prince-évêque de Strasbourg, Grand Aumônier depuis 1777,
  - Monseigneur l'Evêque de Senlis, Premier Aumônier, depuis 1764,
  - Monsieur l'abbé Cesarge, Maître de l'Oratoire, depuis 1769,
  - Le Cornu de Balivière, Aumônier Ordinaire, depuis 1776,
  - Monsieur l'abbé Poupart, confesseur, depuis 1778.

- Grand Maître :
  - Monsieur le Prince de Condé, depuis 1740,
  - Monsieur le Duc de Bourbon, en survivance depuis 1770.

- Grand Chambellan :
  - Monsieur le Prince de Rohan, depuis 1775,

- Premiers gentilshommes de la Chambre :
  - Monsieur le Duc d'Aumont, depuis 1723,
  - Monsieur le Duc de Villequier, en survivance depuis 1762,
  - Monsieur le Duc de Fleury, depuis 1741,
  - Monsieur le Maréchal Duc de Richelieu, depuis 1743,
  - Monsieur le Duc de Fronsac, en survivance depuis 1756,
  - Monsieur le Duc de Duras, depuis 1757.

- Grand-Maître de la Garde Robe :
  - Monsieur le Duc d'Estissac, depuis 1758,

- Maîtres de la Garde Robe :
  - Monsieur le Comte de Boisgelin, depuis 1760,
  - Monsieur le Marquis de Chauvelin, depuis 1773.

- Capitaines des Gardes du Corps :
  - Quartier de Janvier : Monsieur le Duc d'Ayen, depuis 1759,
  - Quartier d'Avril : Monsieur le Prince de Beauvau, depuis 1757. Monsieur le Prince de Poix, en survivance depuis 1774,
  - Quartier de Juillet : Monsieur le Duc de Villeroy, depuis 1758. Monsieur le comte de Grammont, en survivance depuis 1779,
  - Quartier d'Octobre : Monsieur le Prince de Tingry, depuis 1764. Monsieur le Chevalier de Luxembourg, en survivance depuis 1767.

- Capitaine-Colonel des Cent-Suisses :
  - Monsieur le Marquis de Courtenvaux, depuis 1734,
  - Monsieur le Duc de Cossé, en survivance depuis 1766.

- Grand Ecuyer :
  - Monsieur le Prince de Lambesc, duc d'Elbeuf, depuis 1761.

- Premier Ecuyer :
  - Monsieur le Duc de Coigny, depuis 1774.

- Grand-Panetier :
  - Monsieur le Maréchal, Duc de Brissac, depuis 1732.

- Grand-Echanson :
  - Monsieur le Marquis de Verneuil, depuis 1756.

- Grand Veneur :
  - Monsieur le Duc de Penthièvre, depuis 1768.

- Grand Fauconnier :
  - Monsieur le Duc de La Vallière, depuis 1762,
  - Monsieur le Marquis d'Entragues, en survivance depuis 1765.

- Grand Maréchal des Logis :
  - Monsieur le Marquis de La Suze, en survivance depuis 1771.

- Grand prévôt :
  - Monsieur le Marquis de Sourches, depuis 1746,
  - Monsieur le Marquis de Tourzel, en survivance depuis 1771.

- Grand Louvetier :
  - Monsieur le Comte de Flamarens, depuis 1753.

- Premier Maître d'Hôtel :
  - Monsieur le Comte d'Escars, depuis 1769.

- Capitaine de la Porte du Roy :
  - Monsieur le Marquis de Sablé, depuis 1777.

- Capitaine-Lieutenant des Gendarmes de la Garde :
  - Monsieur le Maréchal Prince de Soubise, depuis 1734,
  - Monsieur le Prince de Rohan-Guémené, en survivance depuis 1767.

- Capitaine-Lieutenant des Chevau-Légers de la Garde :
  - Monsieur le Duc d'Aiguillon, depuis 1769.

- Capitaine-Lieutenant de la première Compagnie des Mousquetaires de la Garde :
  - Monsieur le Marquis de La Chèze, depuis 1767.

- Capitaine-Lieutenant de la seconde Compagnie des Mousquetaires de la Garde :
  - Monsieur le Marquis de Montboissier, depuis 1767.

- Colonel des Gardes françaises :
  - Monsieur le Maréchal Duc de Biron, depuis 1745.

- Grand Maître des Cérémonies :
  - Monsieur le Marquis de Dreux-Brézé, depuis 1755.

### 1781
- Chapelle :
  - Monsieur le Cardinal de Rohan-Guémenée, prince-évêque de Strasbourg, Grand Aumônier depuis 1777,
  - Monseigneur l'Evêque de Senlis, Premier Aumônier, depuis 1764,
  - Monsieur l'abbé Cesarge, Maître de l'Oratoire, depuis 1769,
  - Le Cornu de Balivière, Aumônier Ordinaire, depuis 1776,
  - Monsieur l'abbé Poupart, confesseur, depuis 1778.

- Grand Maître :
  - Monsieur le Prince de Condé, depuis 1740,
  - Monsieur le Duc de Bourbon, en survivance depuis 1770.

- Grand Chambellan :
  - Monsieur le Prince de Rohan, depuis 1775,

- Premiers gentilshommes de la Chambre :
  - Monsieur le Duc d'Aumont, depuis 1723,
  - Monsieur le Duc de Villequier, en survivance depuis 1762,
  - Monsieur le Duc de Fleury, depuis 1741,
  - Monsieur le Maréchal Duc de Richelieu, depuis 1743,
  - Monsieur le Duc de Fronsac, en survivance depuis 1756,
  - Monsieur le Duc de Duras, depuis 1757.

- Grand-Maître de la Garde Robe :
  - Monsieur le Duc d'Estissac, depuis 1758,

- Maîtres de la Garde Robe :
  - Monsieur le Comte de Boisgelin, depuis 1760,
  - Monsieur le Marquis de Chauvelin, depuis 1773.

- Capitaines des Gardes du Corps :
  - Quartier de Janvier : Monsieur le Duc d'Ayen, depuis 1759,
  - Quartier d'Avril : Monsieur le Prince de Beauvau, depuis 1757. Monsieur le Prince de Poix, en survivance depuis 1774,
  - Quartier de Juillet : Monsieur le Duc de Villeroy, depuis 1758. Monsieur le Duc de Guiche, en survivance depuis 1779,
  - Quartier d'Octobre : Monsieur le Prince de Tingry, depuis 1764. Monsieur le Chevalier de Luxembourg, en survivance depuis 1767.

- Capitaine-Colonel des Cent-Suisses :
  - Monsieur le Marquis de Courtenvaux, depuis 1734,
  - Monsieur le Duc de Cossé, en survivance depuis 1766.

- Grand Ecuyer :
  - Monsieur le Prince de Lambesc, duc d'Elbeuf, depuis 1761.

- Premier Ecuyer :
  - Monsieur le Duc de Coigny, depuis 1774.

- Grand-Panetier :
  - Monsieur le Duc de Brissac, depuis 1780.

- Grand-Echanson :
  - Monsieur le Marquis de Verneuil, depuis 1756.

- Grand Veneur :
  - Monsieur le Duc de Penthièvre, depuis 1768.

- Grand Fauconnier :
  - Monsieur le Comte de Vaudreuil, depuis 1780.

- Grand Maréchal des Logis :
  - Monsieur le Marquis de La Suze, en survivance depuis 1771.

- Grand prévôt :
  - Monsieur le Marquis de Sourches, depuis 1746,
  - Monsieur le Marquis de Tourzel, en survivance depuis 1771.

- Grand Louvetier :
  - Monsieur le Comte d'Haussonville, depuis 1780.

- Premier Maître d'Hôtel :
  - Monsieur le Comte d'Escars, depuis 1769.

- Capitaine de la Porte du Roy :
  - Monsieur le Marquis de Sablé, depuis 1777.

- Capitaine-Lieutenant des Gendarmes de la Garde :
  - Monsieur le Maréchal Prince de Soubise, depuis 1734,
  - Monsieur le Prince de Rohan-Guémené, en survivance depuis 1767.

- Capitaine-Lieutenant des Chevau-Légers de la Garde :
  - Monsieur le Duc d'Aiguillon, depuis 1769,
  - Monsieur le Comte d'Agenois, depuis 1780.

- Capitaine-Lieutenant de la première Compagnie des Mousquetaires de la Garde :
  - Monsieur le Marquis de La Chèze, depuis 1767.

- Capitaine-Lieutenant de la seconde Compagnie des Mousquetaires de la Garde :
  - Monsieur le Marquis de Montboissier, depuis 1767.

- Colonel des Gardes françaises :
  - Monsieur le Maréchal Duc de Biron, depuis 1745.

- Grand Maître des Cérémonies :
  - Monsieur le Marquis de Dreux-Brézé, depuis 1755.

### 1782
- Chapelle :
  - Monsieur le Cardinal de Rohan-Guémenée, prince-évêque de Strasbourg, Grand Aumônier depuis 1777,
  - Monseigneur l'Evêque de Senlis, Premier Aumônier, depuis 1764,
  - Monsieur l'abbé Cesarge, Maître de l'Oratoire, depuis 1769,
  - Le Cornu de Balivière, Aumônier Ordinaire, depuis 1776,
  - Monsieur l'abbé Poupart, confesseur, depuis 1778.

- Grand Maître :
  - Monsieur le Prince de Condé, depuis 1740,
  - Monsieur le Duc de Bourbon, en survivance depuis 1770.

- Grand Chambellan :
  - Monsieur le Prince de Rohan, depuis 1775,

- Premiers gentilshommes de la Chambre :
  - Monsieur le Duc d'Aumont, depuis 1723,
  - Monsieur le Duc de Villequier, en survivance depuis 1762,
  - Monsieur le Duc de Fleury, depuis 1741,
  - Monsieur le Maréchal Duc de Richelieu, depuis 1743,
  - Monsieur le Duc de Fronsac, en survivance depuis 1756,
  - Monsieur le Duc de Duras, depuis 1757.

- Grand-Maître de la Garde Robe :
  - Monsieur le Duc d'Estissac, depuis 1758,

- Maîtres de la Garde Robe :
  - Monsieur le Comte de Boisgelin, depuis 1760,
  - Monsieur le Marquis de Chauvelin, depuis 1773.

- Capitaines des Gardes du Corps :
  - Quartier de Janvier : Monsieur le Duc d'Ayen, depuis 1759,
  - Quartier d'Avril : Monsieur le Prince de Beauvau, depuis 1757. Monsieur le Prince de Poix, en survivance depuis 1774,
  - Quartier de Juillet : Monsieur le Duc de Villeroy, depuis 1758. Monsieur le Duc de Guiche, en survivance depuis 1779,
  - Quartier d'Octobre : Monsieur le Prince de Tingry, depuis 1764. Monsieur le Chevalier de Luxembourg, en survivance depuis 1767.

- Capitaine-Colonel des Cent-Suisses :
  - Monsieur le Marquis de Courtenvaux, depuis 1734,
  - Monsieur le Duc de Cossé, en survivance depuis 1766.

- Grand Ecuyer :
  - Monsieur le Prince de Lambesc, duc d'Elbeuf, depuis 1761.

- Premier Ecuyer :
  - Monsieur le Duc de Coigny, depuis 1774.

- Grand-Panetier :
  - Monsieur le Duc de Brissac, depuis 1780.

- Grand-Echanson :
  - Monsieur le Marquis de Verneuil, depuis 1756.

- Grand Veneur :
  - Monsieur le Duc de Penthièvre, depuis 1768.

- Grand Fauconnier :
  - Monsieur le Comte de Vaudreuil, depuis 1780.

- Grand Maréchal des Logis :
  - Monsieur le Marquis de La Suze, en survivance depuis 1771.

- Grand prévôt :
  - Monsieur le Marquis de Sourches, depuis 1746,
  - Monsieur le Marquis de Tourzel, en survivance depuis 1771.

- Grand Louvetier :
  - Monsieur le Comte d'Haussonville, depuis 1780.

- Premier Maître d'Hôtel :
  - Monsieur le Comte d'Escars, depuis 1769.

- Capitaine de la Porte du Roy :
  - Monsieur le Marquis de Sablé, depuis 1777.

- Capitaine-Lieutenant des Gendarmes de la Garde :
  - Monsieur le Maréchal Prince de Soubise, depuis 1734,
  - Monsieur le Prince de Rohan-Guémené, en survivance depuis 1767.

- Capitaine-Lieutenant des Chevau-Légers de la Garde :
  - Monsieur le Duc d'Aiguillon, depuis 1769,
  - Monsieur le Comte d'Agenois, depuis 1780.

- Capitaine-Lieutenant de la première Compagnie des Mousquetaires de la Garde :
  - Monsieur le Marquis de La Chèze, depuis 1767.

- Capitaine-Lieutenant de la seconde Compagnie des Mousquetaires de la Garde :
  - Monsieur le Marquis de Montboissier, depuis 1767.

- Colonel des Gardes françaises :
  - Monsieur le Maréchal Duc de Biron, depuis 1745.

- Grand Maître des Cérémonies :
  - Monsieur le Marquis de Dreux-Brézé, depuis 1781.

### 1783
- Chapelle :
  - Monsieur le Cardinal de Rohan-Guémenée, prince-évêque de Strasbourg, Grand Aumônier depuis 1777,
  - Monseigneur l'Evêque de Senlis, Premier Aumônier, depuis 1764,
  - Monsieur l'abbé Cesarge, Maître de l'Oratoire, depuis 1769,
  - Le Cornu de Balivière, Aumônier Ordinaire, depuis 1776,
  - Monsieur l'abbé Poupart, confesseur, depuis 1778.

- Grand Maître :
  - Monsieur le Prince de Condé, depuis 1740,
  - Monsieur le Duc de Bourbon, en survivance depuis 1770.

- Grand Chambellan :
  - Monsieur le Prince de Rohan, depuis 1775,

- Premiers gentilshommes de la Chambre :

- - Monsieur le Duc de Fleury, depuis 1741,
  - Monsieur le Maréchal Duc de Richelieu, depuis 1743,
  - Monsieur le Duc de Fronsac, en survivance depuis 1756,
  - Monsieur le Maréchal Duc de Duras, depuis 1757,
  - Monsieur le Duc de Villequier, depuis 1762.

- Grand-Maître de la Garde Robe :
  - Monsieur le Duc d'Estissac, depuis 1758,

- Maîtres de la Garde Robe :
  - Monsieur le Comte de Boisgelin, depuis 1760,
  - Monsieur le Marquis de Chauvelin, depuis 1773.

- Capitaines des Gardes du Corps :
  - Quartier de Janvier : Monsieur le Duc d'Ayen, depuis 1759,
  - Quartier d'Avril : Monsieur le Prince de Beauvau, depuis 1757. Monsieur le Prince de Poix, en survivance depuis 1774,
  - Quartier de Juillet : Monsieur le Duc de Villeroy, depuis 1758. Monsieur le Duc de Guiche, en survivance depuis 1779,
  - Quartier d'Octobre : Monsieur le Prince de Tingry, depuis 1764. Monsieur le Chevalier de Luxembourg, en survivance depuis 1767.

- Capitaine-Colonel des Cent-Suisses :
  - Monsieur le Duc de Brissac, depuis 1781.

- Grand Ecuyer :
  - Monsieur le Prince de Lambesc, duc d'Elbeuf, depuis 1761.

- Premier Ecuyer :
  - Monsieur le Duc de Coigny, depuis 1774.

- Grand-Panetier :
  - Monsieur le Duc de Brissac, depuis 1780.

- Grand-Echanson :
  - Monsieur le Marquis de Verneuil, depuis 1756.

- Grand Veneur :
  - Monsieur le Duc de Penthièvre, depuis 1768.

- Grand Fauconnier :
  - Monsieur le Comte de Vaudreuil, depuis 1780.

- Grand Maréchal des Logis :
  - Monsieur le Marquis de La Suze, en survivance depuis 1771.

- Grand prévôt :
  - Monsieur le Marquis de Sourches, depuis 1746,
  - Monsieur le Marquis de Tourzel, en survivance depuis 1771.

- Grand Louvetier :
  - Monsieur le Comte d'Haussonville, depuis 1780.

- Premier Maître d'Hôtel :
  - Monsieur le Comte d'Escars, depuis 1769.

- Capitaine de la Porte du Roy :
  - Monsieur le Marquis de Sablé, depuis 1777.

- Capitaine-Lieutenant des Gendarmes de la Garde :
  - Monsieur le Maréchal Prince de Soubise, depuis 1734,
  - Monsieur le Prince de Rohan-Guémené, en survivance depuis 1767.

- Capitaine-Lieutenant des Chevau-Légers de la Garde :
  - Monsieur le Duc d'Aiguillon, depuis 1769,
  - Monsieur le Comte d'Agenois, depuis 1780.

- Capitaine-Lieutenant de la première Compagnie des Mousquetaires de la Garde :
  - Monsieur le Marquis de La Chèze, depuis 1767.

- Capitaine-Lieutenant de la seconde Compagnie des Mousquetaires de la Garde :
  - Monsieur le Marquis de Montboissier, depuis 1767.

- Colonel des Gardes françaises :
  - Monsieur le Maréchal Duc de Biron, depuis 1745.

- Grand Maître des Cérémonies :
  - Monsieur le Marquis de Dreux-Brézé, depuis 1781.

### 1784
- Chapelle :
  - Monsieur le Cardinal de Rohan-Guémenée, prince-évêque de Strasbourg, Grand Aumônier depuis 1777,
  - Monseigneur l'Evêque de Senlis, Premier Aumônier, depuis 1764,
  - Monsieur l'abbé Cesarge, Maître de l'Oratoire, depuis 1769,
  - Le Cornu de Balivière, Aumônier Ordinaire, depuis 1776,
  - Monsieur l'abbé Poupart, confesseur, depuis 1778.

- Grand Maître :
  - Monsieur le Prince de Condé, depuis 1740,
  - Monsieur le Duc de Bourbon, en survivance depuis 1770.

- Grand Chambellan :
  - Monsieur le Prince de Rohan, depuis 1775.

- Premiers gentilshommes de la Chambre :
  - Monsieur le Duc de Fleury, depuis 1741,
  - Monsieur le Maréchal Duc de Richelieu, depuis 1743,
  - Monsieur le Duc de Fronsac, en survivance depuis 1756,
  - Monsieur le Maréchal Duc de Duras, depuis 1757,
  - Monsieur le Duc de Villequier, depuis 1762.

- Grand-Maître de la Garde Robe :
  - Monsieur le Duc de Liancourt, depuis 1783.

- Maîtres de la Garde Robe :
  - Monsieur le Comte de Boisgelin, depuis 1760,
  - Monsieur le Marquis de Chauvelin, depuis 1773.

- Capitaines des Gardes du Corps :
  - Quartier de Janvier : Monsieur le Duc d'Ayen, depuis 1759,
  - Quartier d'Avril : Monsieur le Prince de Beauvau, depuis 1757. Monsieur le Prince de Poix, en survivance depuis 1774,
  - Quartier de Juillet : Monsieur le Duc de Villeroy, depuis 1758. Monsieur le Duc de Guiche, en survivance depuis 1779,
  - Quartier d'Octobre : Monsieur le Prince de Tingry, depuis 1764. Monsieur le Chevalier de Luxembourg, en survivance depuis 1767.

- Capitaine-Colonel des Cent-Suisses :
  - Monsieur le Duc de Brissac, depuis 1781.

- Grand Ecuyer :
  - Monsieur le Prince de Lambesc, duc d'Elbeuf, depuis 1761.

- Premier Ecuyer :
  - Monsieur le Duc de Coigny, depuis 1774,
  - Monsieur le Marquis de Coigny, en survivance depuis 1783.

- Grand-Panetier :
  - Monsieur le Duc de Brissac, depuis 1780.

- Grand-Echanson :
  - Monsieur le Marquis de Verneuil, depuis 1756.

- Grand Veneur :
  - Monsieur le Duc de Penthièvre, depuis 1768.

- Grand Fauconnier :
  - Monsieur le Comte de Vaudreuil, depuis 1780.

- Grand Maréchal des Logis :
  - Monsieur le Marquis de La Suze, en survivance depuis 1771.

- Grand prévôt :
  - Monsieur le Marquis de Sourches, depuis 1746,
  - Monsieur le Marquis de Tourzel, en survivance depuis 1771.

- Grand Louvetier :
  - Monsieur le Comte d'Haussonville, depuis 1780.

- Premier Maître d'Hôtel :
  - Monsieur le Comte d'Escars, depuis 1769,
  - Monsieur le Baron d'Escars, en survivance depuis 1783.

- Capitaine de la Porte du Roy :
  - Monsieur le Vicomte de Vergennes, depuis 1783.

- Capitaine-Lieutenant des Gendarmes de la Garde :
  - Monsieur le Maréchal Prince de Soubise, depuis 1734,
  - Monsieur le Prince de Rohan-Guémené, en survivance depuis 1767.

- Capitaine-Lieutenant des Chevau-Légers de la Garde :
  - Monsieur le Duc d'Aiguillon, depuis 1769,
  - Monsieur le Comte d'Agenois, depuis 1780.

- Capitaine-Lieutenant de la première Compagnie des Mousquetaires de la Garde :
  - Monsieur le Marquis de La Chèze, depuis 1767.

- Capitaine-Lieutenant de la seconde Compagnie des Mousquetaires de la Garde :
  - Monsieur le Marquis de Montboissier, depuis 1767.

- Colonel des Gardes françaises :
  - Monsieur le Maréchal Duc de Biron, depuis 1745.

- Grand Maître des Cérémonies :
  - Monsieur le Marquis de Dreux-Brézé, depuis 1781.

### 1785
- Chapelle :
  - Monsieur le Cardinal de Rohan-Guémenée, prince-évêque de Strasbourg, Grand Aumônier depuis 1777,
  - Monseigneur l'Evêque de Senlis, Premier Aumônier, depuis 1764,
  - Monsieur l'abbé Cesarge, Maître de l'Oratoire, depuis 1769,
  - Le Cornu de Balivière, Aumônier Ordinaire, depuis 1776,
  - Monsieur l'abbé Poupart, confesseur, depuis 1778.

- Grand Maître :
  - Monsieur le Prince de Condé, depuis 1740,
  - Monsieur le Duc de Bourbon, en survivance depuis 1770.

- Grand Chambellan :
  - Monsieur le Prince de Rohan, depuis 1775.

- Premiers gentilshommes de la Chambre :
  - Monsieur le Duc de Fleury, depuis 1741,
  - Monsieur le Maréchal Duc de Richelieu, depuis 1743,
  - Monsieur le Duc de Fronsac, en survivance depuis 1756,
  - Monsieur le Maréchal Duc de Duras, depuis 1757,
  - Monsieur le Duc de Villequier, depuis 1762.

- Grand-Maître de la Garde Robe :
  - Monsieur le Duc de Liancourt, depuis 1783.

- Maîtres de la Garde Robe :
  - Monsieur le Comte de Boisgelin, depuis 1760,
  - Monsieur le Marquis de Chauvelin, depuis 1773.

- Capitaines des Gardes du Corps :
  - Quartier de Janvier : Monsieur le Duc d'Ayen, depuis 1759,
  - Quartier d'Avril : Monsieur le Prince de Beauvau, depuis 1757. Monsieur le Prince de Poix, en survivance depuis 1774,
  - Quartier de Juillet : Monsieur le Duc de Villeroy, depuis 1758. Monsieur le Duc de Guiche, en survivance depuis 1779,
  - Quartier d'Octobre : Monsieur le Prince de Tingry, depuis 1764. Monsieur le Chevalier de Luxembourg, en survivance depuis 1767.

- Capitaine-Colonel des Cent-Suisses :
  - Monsieur le Duc de Brissac, depuis 1781.

- Grand Ecuyer :
  - Monsieur le Prince de Lambesc, duc d'Elbeuf, depuis 1761.

- Premier Ecuyer :
  - Monsieur le Duc de Coigny, depuis 1774,
  - Monsieur le Marquis de Coigny, en survivance depuis 1783.

- Grand-Panetier :
  - Monsieur le Duc de Brissac, depuis 1780.

- Grand-Echanson :
  - Monsieur le Marquis de Verneuil, depuis 1756.

- Grand Veneur :
  - Monsieur le Duc de Penthièvre, depuis 1768.

- Grand Fauconnier :
  - Monsieur le Comte de Vaudreuil, depuis 1780.

- Grand Maréchal des Logis :
  - Monsieur le Marquis de La Suze, en survivance depuis 1771.

- Grand prévôt :
  - Monsieur le Marquis de Sourches, depuis 1746,
  - Monsieur le Marquis de Tourzel, en survivance depuis 1771.

- Grand Louvetier :
  - Monsieur le Comte d'Haussonville, depuis 1780.

- Premier Maître d'Hôtel :
  - Monsieur le Comte d'Escars, depuis 1769,
  - Monsieur le Baron d'Escars, en survivance depuis 1783.

- Capitaine de la Porte du Roy :
  - Monsieur le Vicomte de Vergennes, depuis 1783.

- Capitaine-Lieutenant des Gendarmes de la Garde :
  - Monsieur le Maréchal Prince de Soubise, depuis 1734,
  - Monsieur le Prince de Rohan-Guémené, en survivance depuis 1767.

- Capitaine-Lieutenant des Chevau-Légers de la Garde :
  - Monsieur le Duc d'Aiguillon, depuis 1769,
  - Monsieur le Comte d'Agenois, depuis 1780.

- Capitaine-Lieutenant de la première Compagnie des Mousquetaires de la Garde :
  - Monsieur le Marquis de La Chèze, depuis 1767.

- Capitaine-Lieutenant de la seconde Compagnie des Mousquetaires de la Garde :
  - Monsieur le Marquis de Montboissier, depuis 1767.

- Colonel des Gardes françaises :
  - Monsieur le Maréchal Duc de Biron, depuis 1745.

- Grand Maître des Cérémonies :
  - Monsieur le Marquis de Dreux-Brézé, depuis 1781.

### 1786
- Chapelle :
  - Monsieur le Cardinal de Rohan-Guémenée, prince-évêque de Strasbourg, Grand Aumônier depuis 1777,
  - Monseigneur l'Evêque de Senlis, Premier Aumônier, depuis 1764,
  - Monsieur l'abbé Cesarge, Maître de l'Oratoire, depuis 1769,
  - Le Cornu de Balivière, Aumônier Ordinaire, depuis 1776,
  - Monsieur l'abbé Poupart, confesseur, depuis 1778.

- Grand Maître :
  - Monsieur le Prince de Condé, depuis 1740,
  - Monsieur le Duc de Bourbon, en survivance depuis 1770.

- Grand Chambellan :
  - Monsieur le Prince de Rohan, depuis 1775.

- Premiers gentilshommes de la Chambre :
  - Monsieur le Duc de Fleury, depuis 1741,
  - Monsieur le Maréchal Duc de Richelieu, depuis 1743,
  - Monsieur le Duc de Fronsac, en survivance depuis 1756,
  - Monsieur le Maréchal Duc de Duras, depuis 1757,
  - Monsieur le Duc de Villequier, depuis 1762.

- Grand-Maître de la Garde Robe :
  - Monsieur le Duc de Liancourt, depuis 1783.

- Maîtres de la Garde Robe :
  - Monsieur le Comte de Boisgelin, depuis 1760,
  - Monsieur le Marquis de Chauvelin, depuis 1773.

- Capitaines des Gardes du Corps :
  - Quartier de Janvier : Monsieur le Duc d'Ayen, depuis 1759,
  - Quartier d'Avril : Monsieur le Prince de Beauvau, depuis 1757. Monsieur le Prince de Poix, en survivance depuis 1774,
  - Quartier de Juillet : Monsieur le Duc de Villeroy, depuis 1758. Monsieur le Duc de Guiche, en survivance depuis 1779,
  - Quartier d'Octobre : Monsieur le Prince de Tingry, depuis 1764. Monsieur le Chevalier de Luxembourg, en survivance depuis 1767.

- Capitaine-Colonel des Cent-Suisses :
  - Monsieur le Duc de Brissac, depuis 1781.

- Grand Ecuyer :
  - Monsieur le Prince de Lambesc, duc d'Elbeuf, depuis 1761.

- Premier Ecuyer :
  - Monsieur le Duc de Coigny, depuis 1774,
  - Monsieur le Marquis de Coigny, en survivance depuis 1783.

- Grand-Panetier :
  - Monsieur le Duc de Brissac, depuis 1780.

- Grand-Echanson :
  - Monsieur le Marquis de Verneuil, depuis 1756.

- Grand Veneur :
  - Monsieur le Duc de Penthièvre, depuis 1768.

- Grand Fauconnier :
  - Monsieur le Comte de Vaudreuil, depuis 1780.

- Grand Maréchal des Logis :
  - Monsieur le Marquis de La Suze, en survivance depuis 1771.

- Grand prévôt :
  - Monsieur le Marquis de Sourches, depuis 1746,
  - Monsieur le Marquis de Tourzel, en survivance depuis 1771.

- Grand Louvetier :
  - Monsieur le Comte d'Haussonville, depuis 1780.

- Premier Maître d'Hôtel :
  - Monsieur le Comte d'Escars, depuis 1769,
  - Monsieur le Baron d'Escars, en survivance depuis 1783.

- Capitaine de la Porte du Roy :
  - Monsieur le Vicomte de Vergennes, depuis 1783.

- Capitaine-Lieutenant des Gendarmes de la Garde :
  - Monsieur le Maréchal Prince de Soubise, depuis 1734,
  - Monsieur le Prince de Rohan-Guémené, en survivance depuis 1767.

- Capitaine-Lieutenant des Chevau-Légers de la Garde :
  - Monsieur le Duc d'Aiguillon, depuis 1769,
  - Monsieur le Comte d'Agenois, depuis 1780.

- Capitaine-Lieutenant de la première Compagnie des Mousquetaires de la Garde :
  - Monsieur le Marquis de La Chèze, depuis 1767.

- Capitaine-Lieutenant de la seconde Compagnie des Mousquetaires de la Garde :
  - Monsieur le Marquis de Montboissier, depuis 1767.

- Colonel des Gardes françaises :
  - Monsieur le Maréchal Duc de Biron, depuis 1745.

- Grand Maître des Cérémonies :
  - Monsieur le Marquis de Dreux-Brézé, depuis 1781.

### 1787
- Chapelle :
  - Monseigneur de Montmorency-Laval, prince-évêque de Metz, Grand Aumônier depuis 1786,
  - Monseigneur l'Evêque de Senlis, Premier Aumônier, depuis 1764,
  - Monsieur l'abbé Cesarge, Maître de l'Oratoire, depuis 1769,
  - Le Cornu de Balivière, Aumônier Ordinaire, depuis 1776,
  - Monsieur l'abbé Poupart, confesseur, depuis 1778.

- Grand Maître :
  - Monsieur le Prince de Condé, depuis 1740,
  - Monsieur le Duc de Bourbon, en survivance depuis 1770.

- Grand Chambellan :
  - Monsieur le Prince de Rohan, depuis 1775.

- Premiers gentilshommes de la Chambre :
  - Monsieur le Duc de Fleury, depuis 1741,
  - Monsieur le Maréchal Duc de Richelieu, depuis 1743,
  - Monsieur le Duc de Fronsac, en survivance depuis 1756,
  - Monsieur le Maréchal Duc de Duras, depuis 1757,
  - Monsieur le Duc de Villequier, depuis 1762,
  - Monsieur le Marquis d'Aumont, en survivance depuis 1786.

- Grand-Maître de la Garde Robe :
  - Monsieur le Duc de Liancourt, depuis 1783.

- Maîtres de la Garde Robe :
  - Monsieur le Comte de Boisgelin, depuis 1760,
  - Monsieur le Marquis de Chauvelin, depuis 1773.

- Capitaines des Gardes du Corps :
  - Quartier de Janvier : Monsieur le Duc d'Ayen, depuis 1759,
  - Quartier d'Avril : Monsieur le Prince de Beauvau, depuis 1757. Monsieur le Prince de Poix, en survivance depuis 1774,
  - Quartier de Juillet : Monsieur le Duc de Villeroy, depuis 1758. Monsieur le Duc de Guiche, en survivance depuis 1779,
  - Quartier d'Octobre : Monsieur le Prince de Tingry, depuis 1764. Monsieur le Chevalier de Luxembourg, en survivance depuis 1767.

- Capitaine-Colonel des Cent-Suisses :
  - Monsieur le Duc de Brissac, depuis 1781.

- Grand Ecuyer :
  - Monsieur le Prince de Lambesc, duc d'Elbeuf, depuis 1761.

- Premier Ecuyer :
  - Monsieur le Duc de Coigny, depuis 1774,
  - Monsieur le Marquis de Coigny, en survivance depuis 1783.

- Grand-Panetier :
  - Monsieur le Duc de Brissac, depuis 1780.

- Grand-Echanson :
  - Monsieur le Marquis de Verneuil, depuis 1756.

- Grand Veneur :
  - Monsieur le Duc de Penthièvre, depuis 1768.

- Grand Fauconnier :
  - Monsieur le Comte de Vaudreuil, depuis 1780.

- Grand Maréchal des Logis :
  - Monsieur le Marquis de La Suze, en survivance depuis 1771.

- Grand prévôt :
  - Monsieur le Marquis de Sourches, depuis 1746.

- Grand Louvetier :
  - Monsieur le Comte d'Haussonville, depuis 1780.

- Premier Maître d'Hôtel :
  - Monsieur le Comte d'Escars, depuis 1769,
  - Monsieur le Baron d'Escars, en survivance depuis 1783.

- Capitaine de la Porte du Roy :
  - Monsieur le Vicomte de Vergennes, depuis 1783.

- Capitaine-Lieutenant des Gendarmes de la Garde :
  - Monsieur le Maréchal Prince de Soubise, depuis 1734,
  - Monsieur le Prince de Rohan-Guémené, en survivance depuis 1767.

- Capitaine-Lieutenant des Chevau-Légers de la Garde :
  - Monsieur le Duc d'Aiguillon, depuis 1769,
  - Monsieur le Comte d'Agenois, depuis 1780.

- Capitaine-Lieutenant de la première Compagnie des Mousquetaires de la Garde :
  - Monsieur le Marquis de La Chèze, depuis 1767.

- Capitaine-Lieutenant de la seconde Compagnie des Mousquetaires de la Garde :
  - Monsieur le Marquis de Montboissier, depuis 1767.

- Colonel des Gardes françaises :
  - Monsieur le Maréchal Duc de Biron, depuis 1745.

- Grand Maître des Cérémonies :
  - Monsieur le Marquis de Dreux-Brézé, depuis 1781.

### 1788
- Chapelle :
  - Monseigneur de Montmorency-Laval, prince-évêque de Metz, Grand Aumônier depuis 1786,
  - Monseigneur l'Evêque de Senlis, Premier Aumônier, depuis 1764,
  - Monsieur l'abbé Cesarge, Maître de l'Oratoire, depuis 1769,
  - Le Cornu de Balivière, Aumônier Ordinaire, depuis 1776,
  - Monsieur l'abbé Poupart, confesseur, depuis 1778.

- Grand Maître :
  - Monsieur le Prince de Condé, depuis 1740,
  - Monsieur le Duc de Bourbon, en survivance depuis 1770.

- Grand Chambellan :
  - Monsieur le Prince de Rohan, duc de Monbtazon, depuis 1775.

- Premiers gentilshommes de la Chambre :
  - Monsieur le Duc de Fleury, depuis 1741,
  - Monsieur le Maréchal Duc de Richelieu, depuis 1743,
  - Monsieur le Duc de Fronsac, en survivance depuis 1756,
  - Monsieur le Maréchal Duc de Duras, depuis 1757,
  - Monsieur le Duc de Villequier, depuis 1762,
  - Monsieur le Duc de Pienne, en survivance depuis 1787.

- Grand-Maître de la Garde Robe :
  - Monsieur le Duc de Liancourt, depuis 1783.

- Maîtres de la Garde Robe :
  - Monsieur le Comte de Boisgelin, depuis 1760,
  - Monsieur le Marquis de Chauvelin, depuis 1773.

- Capitaines des Gardes du Corps :
  - Quartier de Janvier : Monsieur le Duc d'Ayen, depuis 1759,
  - Quartier d'Avril : Monsieur le Prince de Beauvau, depuis 1757. Monsieur le Prince de Poix, en survivance depuis 1774,
  - Quartier de Juillet : Monsieur le Duc de Villeroy, depuis 1758. Monsieur le Duc de Guiche, en survivance depuis 1779,
  - Quartier d'Octobre : Monsieur le Prince de Luxembourg, depuis 1767. Monsieur le Comte de Luxembourg, en survivance depuis 1787.

- Capitaine-Colonel des Cent-Suisses :
  - Monsieur le Duc de Brissac, depuis 1781.

- Grand Ecuyer :
  - Monsieur le Prince de Lambesc, duc d'Elbeuf, depuis 1761,
  - Monsieur le Prince de Vaudémont, en survivance depuis 1787.

- Premier Ecuyer :
  - Monsieur le Marquis de Briges.

- Grand-Panetier :
  - Monsieur le Duc de Brissac, depuis 1780.

- Grand-Echanson :
  - Monsieur le Marquis de Verneuil, depuis 1756.

- Grand Veneur :
  - Monsieur le Duc de Penthièvre, depuis 1768.

- Grand Maréchal des Logis :
  - Monsieur le Marquis de La Suze, en survivance depuis 1771.

- Grand prévôt :
  - Monsieur le Marquis de Sourches, depuis 1746,

- Premier Maître d'Hôtel :
  - Monsieur le Comte d'Escars, depuis 1769,
  - Monsieur le Baron d'Escars, en survivance depuis 1783.

- Capitaine de la Porte du Roy :
  - Monsieur le Vicomte de Vergennes, depuis 1783.

- Capitaine-Lieutenant des Gendarmes de la Garde :
  - Monsieur le Maréchal Prince de Soubise, depuis 1734,
  - Monsieur le Prince de Rohan-Guémené, en survivance depuis 1767.

- Capitaine-Lieutenant des Chevau-Légers de la Garde :
  - Monsieur le Duc d'Aiguillon, depuis 1769,
  - Monsieur le Comte d'Agenois, depuis 1780.

- Capitaine-Lieutenant de la première Compagnie des Mousquetaires de la Garde :
  - Monsieur le Marquis de La Chèze, depuis 1767.

- Capitaine-Lieutenant de la seconde Compagnie des Mousquetaires de la Garde :
  - Monsieur le Marquis de Montboissier, depuis 1767.

- Colonel des Gardes françaises :
  - Monsieur le Maréchal Duc de Biron, depuis 1745.

- Grand Maître des Cérémonies :
  - Monsieur le Marquis de Dreux-Brézé, depuis 1781.

### 1789
- Chapelle :
  - Monsieur le Cardinal de Montmorency-Laval, prince-évêque de Metz, Grand Aumônier depuis 1786,
  - Monseigneur l'Evêque de Senlis, Premier Aumônier, depuis 1764,
  - Monsieur l'abbé Cesarge, Maître de l'Oratoire, depuis 1769,
  - Le Cornu de Balivière, Aumônier Ordinaire, depuis 1776,
  - Monsieur l'abbé Poupart, confesseur, depuis 1778.

- Grand Maître :
  - Monsieur le Prince de Condé, depuis 1740,
  - Monsieur le Duc de Bourbon, en survivance depuis 1770.

- Grand Chambellan :
  - Monsieur le Prince de Rohan, depuis 1775.

- Premiers gentilshommes de la Chambre :
  - Monsieur le Duc de Richelieu, depuis 1756,
  - Monsieur le Duc de Fronsac, depuis 1786,
  - Monsieur le Maréchal Duc de Duras, depuis 1757,
  - Monsieur le Duc de Villequier, depuis 1762,
  - Monsieur le Duc de Piennes, en survivance depuis 1785,
  - Monsieur le Duc de Fleury, depuis 1788.

- Grand-Maître de la Garde Robe :
  - Monsieur le Duc de Liancourt, depuis 1783.

- Maîtres de la Garde Robe :
  - Monsieur le Comte de Boisgelin, depuis 1760,
  - Monsieur le Marquis de Chauvelin, depuis 1773.

- Capitaines des Gardes du Corps :
  - Quartier de Janvier : Monsieur le Duc d'Ayen, depuis 1759,
  - Quartier d'Avril : Monsieur le Prince de Beauvau, depuis 1757. Monsieur le Prince de Poix, en survivance depuis 1774,
  - Quartier de Juillet : Monsieur le Duc de Villeroy, depuis 1758. Monsieur le Duc de Guiche, en survivance depuis 1779,
  - Quartier d'Octobre : Monsieur le Prince de Luxembourg, depuis 1767. Monsieur le Comte de Luxembourg, en survivance depuis 1787.

- Capitaine-Colonel des Cent-Suisses :
  - Monsieur le Duc de Brissac, depuis 1781.

- Grand Ecuyer :
  - Monsieur le Prince de Lambesc, duc d'Elbeuf, depuis 1761,
  - Monsieur le Prince de Vaudémont, en survivance depuis 1787.

- Premier Ecuyer :
  - Monsieur le Marquis de Briges.

- Grand-Panetier :
  - Monsieur le Duc de Brissac, depuis 1780.

- Grand-Echanson :
  - Monsieur le Marquis de Verneuil, depuis 1756.

- Grand Veneur :
  - Monsieur le Duc de Penthièvre, depuis 1768.

- Grand Maréchal des Logis :
  - Monsieur le Marquis de La Suze, en survivance depuis 1771.

- Grand prévôt :
  - Monsieur le Marquis de Sourches, depuis 1788.

- Premier Maître d'Hôtel :
  - Monsieur le Comte d'Escars, depuis 1769,
  - Monsieur le Baron d'Escars, en survivance depuis 1783.

- Capitaine de la Porte du Roy :
  - Monsieur le Vicomte de Vergennes, depuis 1783.

- Capitaine-Lieutenant des Gendarmes de la Garde :
  - Monsieur le Maréchal Prince de Soubise, depuis 1734,
  - Monsieur le Prince de Rohan-Guémené, en survivance depuis 1767.

- Capitaine-Lieutenant des Chevau-Légers de la Garde :
  - Monsieur le Duc d'Aiguillon, depuis 1769,
  - Monsieur le Comte d'Agenois, depuis 1780.

- Capitaine-Lieutenant de la première Compagnie des Mousquetaires de la Garde :
  - Monsieur le Marquis de La Chèze, depuis 1767.

- Capitaine-Lieutenant de la seconde Compagnie des Mousquetaires de la Garde :
  - Monsieur le Marquis de Montboissier, depuis 1767.

- Colonel des Gardes françaises :
  - Monsieur le Duc du Chatelet, depuis 1788.

- Grand Maître des Cérémonies :
  - Monsieur le Marquis de Dreux-Brézé, depuis 1781.

## Organisation de la maison de l'Empereur durant leIerEmpire
1805 :
- Grand-Aumônier :
  - Monsieur le Cardinal Fesch, archevêque de Lyon, depuis 1804.

- Grand-Maréchal du Palais :
  - Monsieur le Général Duroc, depuis 1805.

- Grand-Chambellan :
  - Monsieur de Talleyrand-Périgord, depuis 1804.

- Grand-Ecuyer :
  - Monsieur le Marquis de Caulaincourt, depuis 1804.

- Grand-Veneur :
  - Monsieur le Maréchal Bethier, depuis 1804.

- Grand-Maître des Cérémonies :
  - Monsieur le Comte de Ségur, depuis 1804.

1807 :
- Grand-Aumônier :
  - Monsieur le Cardinal Fesch, archevêque de Lyon, depuis 1804

- Grand-Maréchal du Palais :
  - Monsieur le Général Duroc, depuis 1805.

- Grand-Chambellan :
  - Monsieur de Talleyrand-Périgord, prince de Bénévent, depuis 1804.

- Grand-Ecuyer :
  - Monsieur le Marquis de Caulaincourt, depuis 1804.

- Grand-Veneur :
  - Monsieur le Maréchal Berthier, depuis 1804.

- Grand-Maître des Cérémonies :
  - Monsieur le Comte de Ségur, depuis 1804.

1809 :
- Grand-Aumônier :
  - Monsieur le Cardinal Fesch, archevêque de Lyon, depuis 1804.

- Grand-Maréchal du Palais :
  - Monsieur le Général Duroc, duc de Frioul, depuis 1805.

- Grand-Chambellan :
  - Monsieur le Prince de Bénévent, depuis 1804.

- Grand-Ecuyer :
  - Monsieur le Marquis de Caulaincourt, duc de Vicence, depuis 1804.

- Grand-Veneur :
  - Monsieur le Maréchal Berthier, prince de Wagram, depuis 1804.

- Grand-Maître des Cérémonnies :
  - Monsieur le Comte de Ségur, depuis 1804.

1811 :
- Grand-Aumônier :
  - Monsieur le Cardinal Fesch, archevêque de Lyon, depuis 1804.

- Grand-Maréchal du Palais :
  - Monsieur le Duc de Frioul, depuis 1805.

- Grand-Chambellan :
  - Monsieur le Comte de Montesquiou, depuis 1809.

- Grand-Ecuyer :
  - Monsieur le Duc de Vicence, depuis 1804.

- Grand-Veneur :
  - Monsieur le Maréchal, prince de Wagram, depuis 1804.

- Grand-Maître des Cérémonnies :
  - Monsieur le Comte de Ségur, depuis 1804.

1813 :
- Grand-Aumônier :
  - Monsieur le Cardinal Fesch, archevêque de Lyon, depuis 1804.

- Grand-Maréchal du Palais :
  - Monsieur le Duc de Frioul, depuis 1805.

- Grand-Chambellan :
  - Monsieur le Comte de Montesquiou, depuis 1809.

- Grand-Ecuyer :
  - Monsieur le Duc de Vicence, depuis 1804.

- Grand-Veneur :
  - Monsieur le Maréchal, prince de Wagram, depuis 1804.

- Grand-Maître des Cérémonnies :
  - Monsieur le Comte de Ségur, depuis 1804.

1814 :
- Grand-Aumônier :
  - Monsieur le Cardinal Fesch, archevêque de Lyon, depuis 1804.

- Grand-Maréchal du Palais :
  - Monsieur le Général, Comte Bertrand, depuis 1813.

- Grand-Chambellan :
  - Monsieur le Comte de Montesquiou, depuis 1809.

- Grand-Ecuyer :
  - Monsieur le Duc de Vicence, depuis 1804.

- Grand-Veneur :
  - Monsieur le Maréchal, prince de Wagram, depuis 1804.

- Grand-Maître des Cérémonnies :
  - Monsieur le Comte de Ségur, depuis 1804.

## Organisation de la Maison du Roi durant durant laRestauration

### 1816
- Grand-Aumônier :
  - Monseigneur de Talleyrand-Périgord, Grand-Aumônier depuis 1815.

- Grand-Maître :
  - Monsieur le Prince de Condé, depuis 1815.

- Grand-Chambellan :
  - Monsieur le Prince de Bénévent, depuis 1815.

- Grand-Maître des Cérémonnies :
  - Monsieur le Marquis de Dreux-Brézé, depuis 1815.

### 1817
- Grand-Aumônier :
  - Monsieur le Cardinal de Talleyrand-Périgord, archevêque de Paris, depuis 1815.

- Grand-Maître :
  - Monsieur le Prince de Condé, depuis 1815.

- Grand-Chambellan :
  - Monsieur le Prince de Bénévent, depuis 1815.

- Grand-Maître des Cérémonies :
  - Monsieur le Marquis de Dreux-Brézé, depuis 1815.

### 1818
- Grand-Aumônier :
  - Monsieur le Cardinal de Talleyrand-Périgord, archevêque de Paris, depuis 1815.

- Grand-Maître :
  - Monsieur le Prince de Condé, depuis 1815.

- Grand-Chambellan :
  - Monsieur le Prince de Bénévent, depuis 1815.

- Grand-Maître des Cérémonies :
  - Monsieur le Marquis de Dreux-Brézé, depuis 1815.

### 1819
- Grand-Aumônier :
  - Monsieur le Cardinal de Talleyrand-Périgord, archevêque de Paris, depuis 1815.

- Grand-Maître :
  - Monsieur le Duc de Bourbon, prince de Condé, depuis 1818.

- Grand-Chambellan :
  - Monsieur le Prince de Bénévent, depuis 1815.

- Grand-Maître des Cérémonnies :
  - Monsieur le Marquis de Dreux-Brézé, depuis 1815.

### 1821
- Grand-Aumônier :
  - Monsieur le Cardinal de Talleyrand-Périgord, archevêque de Paris, depuis 1815.

- Grand-Maître :
  - Monsieur le Duc de Bourbon, prince de Condé, depuis 1818.

- Grand-Chambellan :
  - Monsieur le Prince de Bénévent, depuis 1815.

- Grand-Maître des Cérémonnies :
  - Monsieur le Marquis de Dreux-Brézé, depuis 1815.

### 1822
- Grand-Aumônier :
  - Monseigneur de Croÿ-Solre, évêque de Strasbourg, depuis 1821.

- Grand-Maître :
  - Monsieur le Duc de Bourbon, prince de Condé, depuis 1818.

- Grand-Chambellan :
  - Monsieur le Prince de Bénévent, depuis 1815.

- Grand-Veneur :
  - Monsieur le Duc de Richelieu, depuis 1821.

- Grand-Maître des Cérémonnies :
  - Monsieur le Marquis de Dreux-Brézé, depuis 1815.

### 1823
- Grand-Aumônier :
  - Monseigneur de Croÿ-Solre, évêque de Strasbourg, depuis 1821.

- Grand-Maître :
  - Monsieur le Duc de Bourbon, prince de Condé, depuis 1818.

- Grand-Chambellan :
  - Monsieur le Prince de Bénévent, depuis 1815.

- Grand-Maître des Cérémonnies :
  - Monsieur le Marquis de Dreux-Brézé, depuis 1815.

### 1824
- Grand-Aumônier :
  - Monseigneur de Croÿ-Solre, archevêque de Rouen, depuis 1821.

- Grand-Maître :
  - Monsieur le Duc de Bourbon, prince de Condé, depuis 1818.

- Grand-Chambellan :
  - Monsieur le Prince de Bénévent, depuis 1815.

- Grand-Veneur :
  - Monsieur le Maréchal, Marquis de Lauriston, depuis 1823.

- Grand-Maître des Cérémonnies :
  - Monsieur le Marquis de Dreux-Brézé, depuis 1815.

### 1825
- Grand-Aumônier :
  - Monseigneur de Croÿ-Solre, archevêque de Rouen, depuis 1821.

- Grand-Maître :
  - Monsieur le Duc de Bourbon, prince de Condé, depuis 1818.

- Grand-Chambellan :
  - Monsieur le Prince de Bénévent, depuis 1815.

- Grand-Veneur :
  - Monsieur le Maréchal, Marquis de Lauriston, depuis 1823.

- Grand-Maître des Cérémonies :
  - Monsieur le Marquis de Dreux-Brézé, depuis 1815.

### 1827
- Grand-Aumônier :
  - Monsieur le Cardinal de Croÿ-Solre, archevêque de Rouen, depuis 1821.

- Grand-Maître :
  - Monsieur le Duc de Bourbon, prince de Condé, depuis 1818.

- Grand-Chambellan :
  - Monsieur le Prince de Bénévent, depuis 1815.

- Grand-Veneur :
  - Monsieur le Maréchal, Marquis de Lauriston, depuis 1823.

- Grand-Louvetier :
  - Monsieur le Maréchal, Marquis de Lauriston, depuis 1825.

- Grand-Maître des Cérémonnies :
  - Monsieur le Marquis de Dreux-Brézé, depuis 1815.

### 1828
- Grand-Aumônier :
  - Monsieur le Cardinal de Croÿ-Solre, archevêque de Rouen, depuis 1821.

- Grand-Maître :
  - Monsieur le Duc de Bourbon, prince de Condé, depuis 1818.

- Grand-Chambellan :
  - Monsieur le Prince de Bénévent, depuis 1815.

- Grand-Veneur :
  - Monsieur le Maréchal, Marquis de Lauriston, depuis 1823.

- Grand-Louvetier :
  - Monsieur le Maréchal, Marquis de Lauriston, depuis 1825.

- Grand-Maître des Cérémonnies :
  - Monsieur le Comte de Dreux-Brézé, depuis 1827.

### 1829
- Grand-Aumônier :
  - Monsieur le Cardinal de Croÿ-Solre, archevêque de Rouen, depuis 1821.

- Grand-Maître :
  - Monsieur le Duc de Bourbon, prince de Condé, depuis 1818.

- Grand-Chambellan :
  - Monsieur le Prince de Bénévent, depuis 1815.

- Grand-Maître des Cérémonnies :
  - Monsieur le Comte de Dreux-Brézé, depuis 1827.

### 1830
- Grand-Aumônier :
  - Monsieur le Cardinal de Croÿ-Solre, archevêque de Rouen, depuis 1821.

- Grand-Maître :
  - Monsieur le Duc de Bourbon, prince de Condé, depuis 1818.

- Grand-Chambellan :
  - Monsieur le Prince de Bénévent, depuis 1815.

- Grand-Maître des Cérémonnies :
  - Monsieur le Marquis de Dreux-Brézé depuis 1827.

## Organisation de la maison de l'Empereur durant leIIeEmpire
1854 :
- Grand-Maréchal du Palais :
  - Monsieur le Maréchal, Comte Vaillant, depuis 1852.

- Grand-Ecuyer :
  - Monsieur le Maréchal de Saint-Arnaud, depuis 1853.

- Grand-Veneur :
  - Monsieur le Maréchal Magnan, depuis 1852.

1856 :
- Grand-Maréchal du Palais :
  - Monsieur le Maréchal, Comte Vaillant, depuis 1852.

- Grand-Chambellan :
  - Monsieur le Duc de Bassano, depuis 1854.

- Grand-Veneur :
  - Monsieur le Maréchal Magnan, depuis 1852.

1858 :
- Grand-Aumônier :
  - Monseigneur Morlot, archevêque de Paris, depuis 1857.

- Grand-Maréchal du Palais :
  - Monsieur le Maréchal, Comte Vaillant, depuis 1852.

- Grand-Chambellan :
  - Monsieur le Duc de Bassano, depuis 1854.

- Grand-Veneur :
  - Monsieur le Maréchal Magnan, depuis 1852.

- Grand-Maître des Cérémonnies :
  - Monsieur le Duc de Cambacérès, depuis 1857.

1862 :
- Grand-Aumônier :
  - Monseigneur Morlot, archevêque de Paris, depuis 1857.

- Grand-Maréchal du Palais :
  - Monsieur le Maréchal, Comte Vaillant, depuis 1852.

- Grand-Chambellan :
  - Monsieur le Duc de Bassano, depuis 1854.

- Grand-Veneur :
  - Monsieur le Maréchal Magnan, depuis 1852.

- Grand-Maître des Cérémonnies :
  - Monsieur le Duc de Cambacèrès, depuis 1857.

1865 :
- Grand-Aumônier :
  - Monseigneur Darboy, archevêque de Paris, depuis 1863.

- Grand-Maréchal du Palais :
  - Monsieur le Maréchal, Comte Vaillant, depuis 1852.

- Grand-Chambellan :
  - Monsieur le Duc de Bassano, depuis 1854.

- Grand-Veneur :
  - Monsieur le Maréchal Magnan, depuis 1852.

- Grand-Maître des Cérémonnies :
  - Monsieur le Duc de Cambacérès, depuis 1857.

1868 :
- Grand-Aumônier :
  - Monseigneur Darboy, archevêque de Paris, depuis 1863.

- Grand-Maréchal du Palais :
  - Monsieur le Maréchal, Comte Vaillant, depuis 1852.

- Grand-Chambellan :
  - Monsieur le Duc de Bassano, depuis 1854.

- Grand-Ecuyer :
  - Monsieur le Comte de Fleury, depuis 1866.

- Grand-Veneur :
  - Monsieur le Prince de La Moskowa, depuis 1865.

- Grand-Maître des Cérémonnies :
  - Monsieur le Duc de Cambacérès, depuis 1857.

1870 :
- Grand-Aumônier :
  - Monseigneur Darboy, archevêque de Paris, depuis 1863.

- Grand-Maréchal du Palais :
  - Monsieur le Maréchal, Comte Vaillant, depuis 1852.

- Grand-Chambellan :
  - Monsieur le Duc de Bassano, depuis 1854.

- Grand-Ecuyer :
  - Monsieur le Comte de Fleury, depuis 1866.

- Grand-Veneur :
  - Monsieur le Prince de La Moskowa, depuis 1865.

- Grand-Maître des Cérémonnies :
  - Monsieur le Duc de Cambacérès, depuis 1857.